# Saturo
Satùro è una località sulla Litoranea Salentina della marina di Leporano, in provincia di Taranto, e ospita sul suo promontorio l'omonimo parco archeologico.
Posta a circa 12 km da Taranto, Saturo è raggiungibile percorrendo la litoranea salentina. La località si estende sia nel versante interno della litoranea (fino a raggiungere il territorio della città di Leporano), sia in quello esterno (fino a raggiungere la costa e le spiagge di Saturo, Canneto e Porto Pirrone). 
È molto frequentata nei mesi estivi, poiché costituisce una zona residenziale di villeggiatura, ma è poco abitata per il resto dell'anno. Non sono presenti industrie di alcun tipo: solo appezzamenti di terreno destinati all'agricoltura e alla coltivazione di uve, olive e ortaggi. La sua importanza è dovuta, principalmente, alla presenza di un sito archeologico che ricopre un intervallo storico che inizia dal XVIII secolo a.C. e termina al XVI secolo d.C.

## Storia

### Leggende
La leggenda racconta che Taras, uno dei figli di Poseidone, circa 2000 anni prima di Cristo, sarebbe giunto in questo luogo e avrebbe fondato un insediamento dedicato a sua madre Satyria o a sua moglie Satureia. Il toponimo è incerto anche tra la derivazione sat ur (città del sole), e quella mediorientale satyr (valle).
Un'altra leggenda, complementare, racconta che in questo luogo approdarono nell'VIII secolo a.C. i coloni greci provenienti da Sparta e guidati da Falanto (Φάλανθος in) greco), i quali dopo aver sottratto il territorio agli Iapigi, fondarono la città di Taranto che in seguito sarebbe diventata una delle più importanti della Magna Grecia.

### Antichità
L'area compresa fra le baie di Saturo e Porto Perone, nella quale sorge il Parco Archeologico di Saturo, è uno dei luoghi più significativi del Mediterraneo, sia per quanto riguarda le fasi della preistoria e della protostoria, sia per le vicende relative alla colonizzazione del tarantino da parte dei coloni greci provenienti dalla Laconia.
Le due insenature contigue offrivano, infatti, riparo alle navi con qualsiasi condizione del vento e il promontorio offre una posizione privilegiata per il controllo dell'orizzonte. In più, la presenza di ricche sorgenti, consacrate come santuari già da prima della fondazione della colonia greca di Taranto, ha fatto sì che la zona fosse abitata fin dall'Età del Bronzo (a partire dal XVIII secolo a.C.) e frequentata da viaggiatori e mercanti micenei.
In età romana imperiale, la bellezza dei luoghi e la salubrità dell'ambiente hanno determinato la costruzione di un'importante villa romana già nota agli storici locali dei secoli scorsi. In epoca tardo antica, dopo l'abbandono nel VI secolo della villa, l'insediamento si sposta all'interno per ragioni di sicurezza e di lì a poco, con l'incastellamento degli abitati precedentemente organizzati in nuclei sparsi e non fortificati, nascerà il borgo di Leporano.

#### Dall'età del Bronzo alla colonizzazione greca

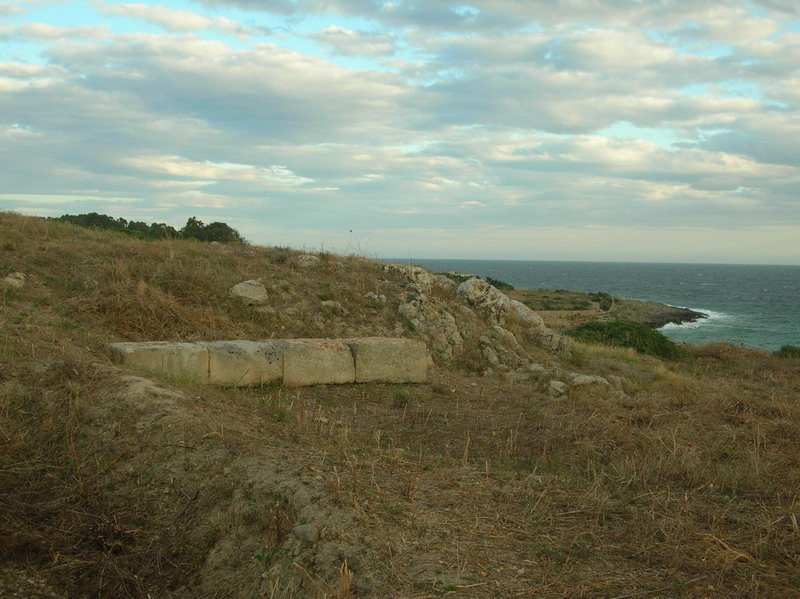
L'acropoli

Durante la I Età del Bronzo (1800-1700 a.C.) e sino al XVI secolo a.C. sulla collinetta dell'Acropoli e sui suoi spalti si stabilisce una comunità che ha stretti rapporti culturali con il mondo egeo, come dimostrano anche le capanne costruite con il muro perimetrale in pietre irregolari e pavimenti formati da strati di frammenti di vasi misti a ceramica; i frammenti vascolari fanno capire come attraverso il Mar Ionio giungessero merci dalla Grecia e soprattutto dal Peloponneso.
Nel periodo di tempo compreso tra i secoli XV e XIV a.C. la zona non è abitata, come dimostra uno strato di terreno sterile, probabilmente per il carattere mobile delle comunità di pastori dell'epoca. All'inizio della fase Tardo Appenninica (XIII secolo a.C.), il villaggio rinasce con aspetti proto-urbani: le capanne sono di forma sub-circolare e ricostruibili grazie alle tracce dei pali di legno che fungevano da strutture portanti, mentre le pareti erano in incannucciata e intonaco a base argillosa. Tutto il villaggio era circondato da un grande muro a secco, ora non più visibile, che aveva un'altezza di tre metri e una base larga cinque metri (muro che costituiva anche opera di terrazzamento), e che all'esterno era circondato da un fossato (forse per il drenaggio delle acque piovane) e da un altro muro più piccolo. Quest'opera di ingegneria rivela il carattere organizzato della comunità di Saturo/Porto Perone, che ricevevano modelli culturali dal Mediterraneo orientale, come provano i numerosi frammenti di ceramica micenea rinvenuti. A partire dall'XI secolo a.C., e sino alla fondazione di Taranto, il villaggio che viene nuovamente costruito presenta gli aspetti tipici della cultura iapigia dell'Età del Ferro.

#### La frequentazione greca (secoli VIII – III a.C.)

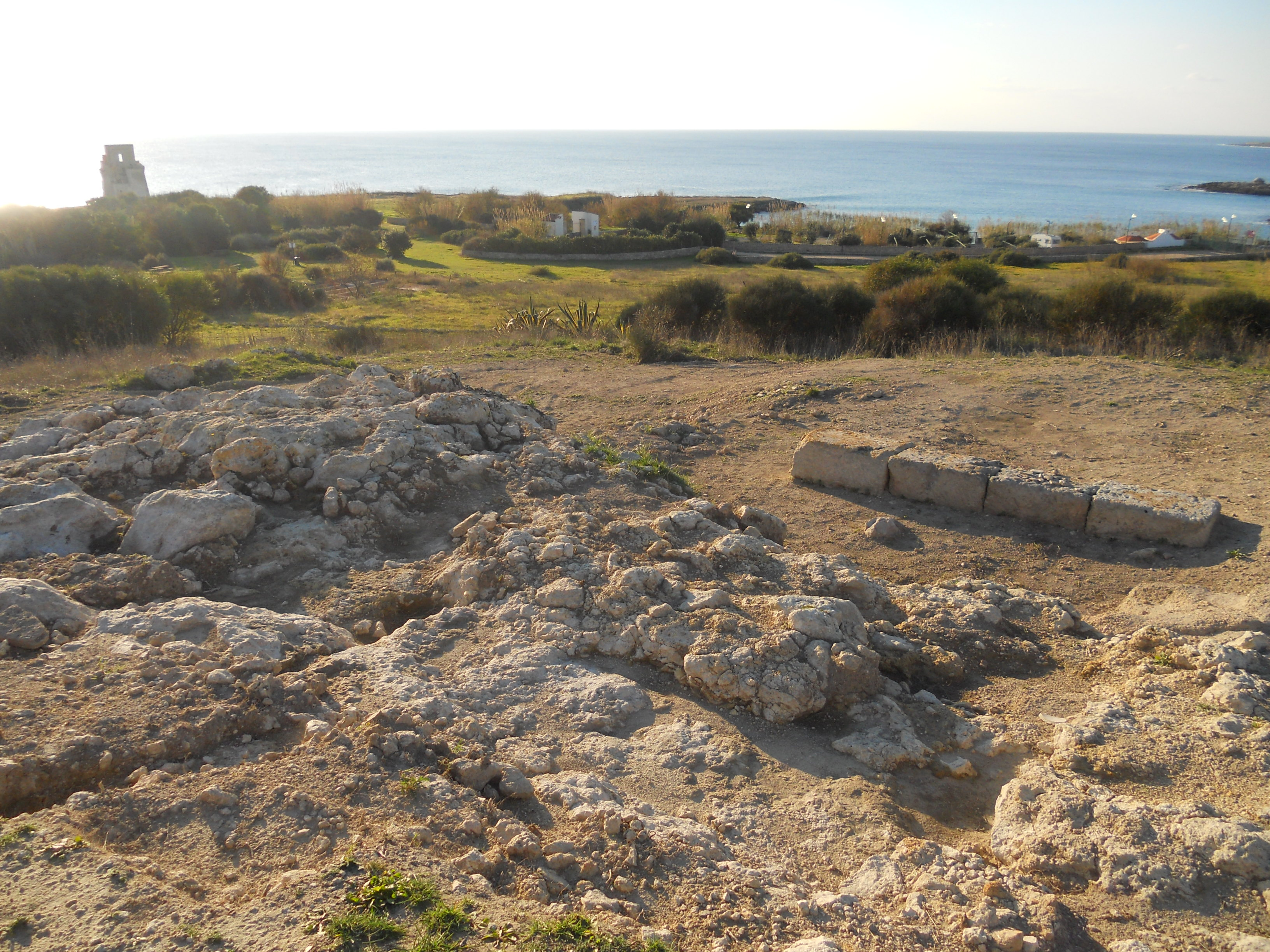
Acropoli - Resti del santuario greco

Il toponimo Saturo è esattamente il nome che i greci usavano per indicare questo luogo. Tale nome è indicato dalle fonti antiche che narrano la colonizzazione greca e la fondazione di Taranto.
Il geografo Strabone, che ha scritto un trattato, la Geografia, nell'Età di Augusto, ci ha tramandato il racconto di uno storico greco del V secolo, Antioco di Siracusa: dopo le guerre messeniche, i Parteni ovvero gli abitanti della Laconia che erano nati illegittimamente durante la guerra, insieme con gli schiavi, ordirono una congiura per prendere il potere a Sparta, ma furono scoperti. Così il capo dei congiurati, Falanto, venne consigliato dall'Oracolo di Delfi di andare a colonizzare Satyrion e la regione di Taranto, e a diventare il flagello degli Iapigi.
Questa tradizione riflette molto da vicino la realtà emersa dalle ricerche archeologiche: il villaggio di Satyrion fu distrutto, e tutta l'area intorno a Taranto fu occupata da insediamenti rurali. Il ruolo predominante di Saturo si rivela, oltre che dalla tradizione storica, anche dalla presenza di due santuari, uno all'esterno del parco e l'altro sull'acropoli, chiamato «Santuario della Sorgente», per la pratica del culto della Dea Basilissa, cioè della Dea Regina. Il Santuario della Sorgente, successivamente viene ampliato con la costruzione di un nuovo sacello in muratura a pianta rettangolare all'interno del quale viene posta una statua in marmo della divinità principale e diversi oggetti d'argento che costituirono il tesoro del santuario.

#### L'età romana: dall'era repubblicana (secoli II - I a.C.) all'era tardo-imperiale (secoli III - VI)

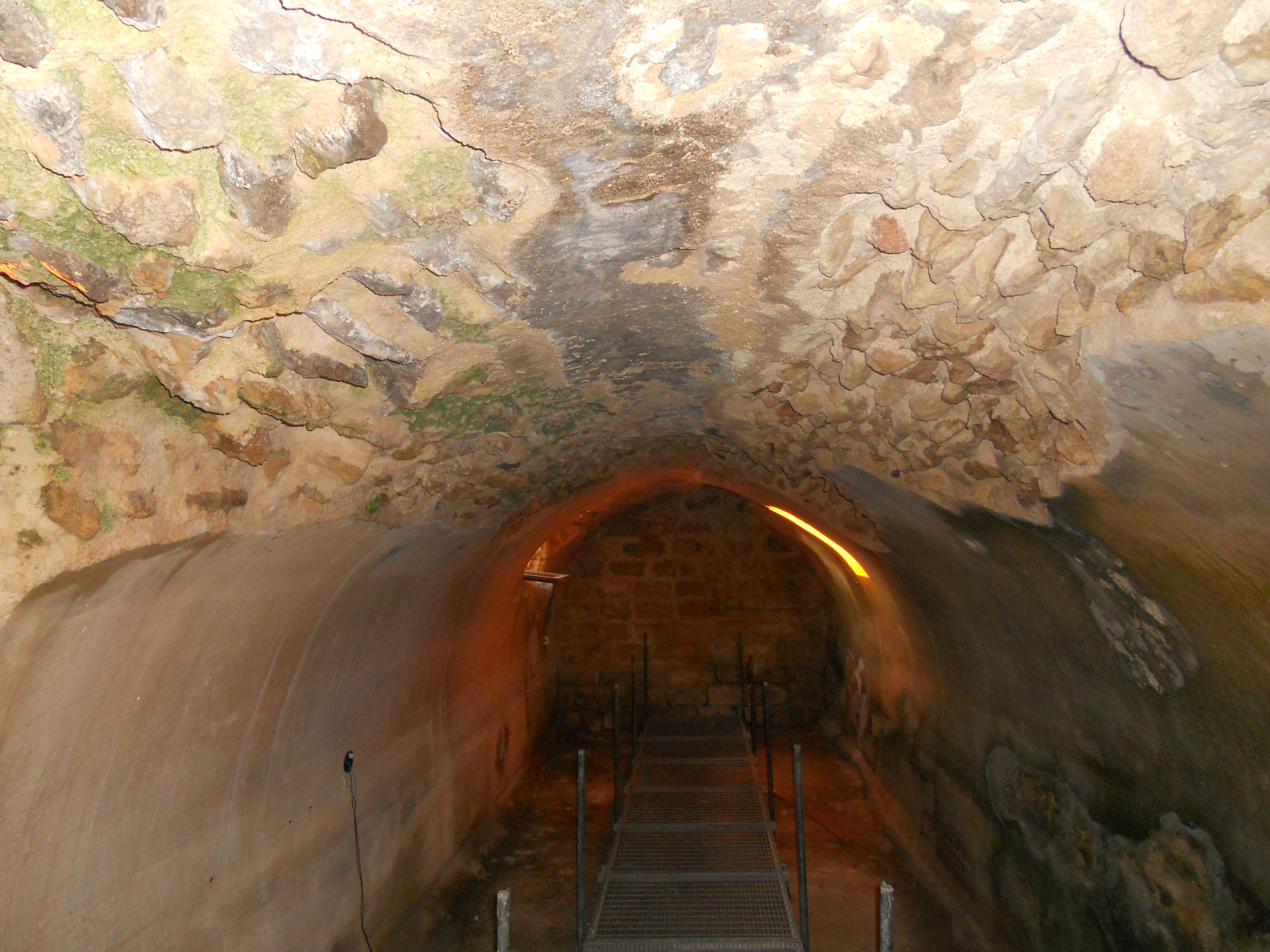
Cisterna romana - Interno del II segmento

La situazione cambia radicalmente con la conquista romana del tarantino.
Lungo tutta la litoranea, ad ogni promontorio corrispondeva una villa, che univa le funzioni di luogo di piacevole soggiorno e di produzione agricola.
Sono state individuate le ville di Gandoli e di Saturo, ma si devono citare anche quelle di Luogovivo e Lido Silvana nel contiguo territorio di Pulsano.
Alla fase romana è pertinente anche la lunga cisterna tagliata nel versante sud dell'acropoli, che si conserva per tutto l'alzato e che è stata individuata nel corso dei lavori per la realizzazione del parco.
Un lago sotterraneo che si trova tra Leporano e Saturo, chiamato «Pozzo di Lama Traversa», rappresentava, insieme ad altri pozzi sorgivi, la riserva acquifera del territorio. Un acquedotto di 12 km, risalente al I secolo a.C., chiamato Aquae Nimphalis, utilizzò l'acqua di Lama Traversa per fornire l'intera città di Taranto e i suoi territori sub-urbani, mediante la derivazione di una serie di canali che attraversano le vallate del litorale tarantino (inclusa quella di Saturo).

#### Dal Medioevo all'età Moderna (secoli VII – XVI)
Il passaggio dall'Età Romana al Medioevo può essere collocato intorno al VI secolo; in quel periodo, infatti, si svolge la guerra tra Goti e Bizantini per il possesso dell'Italia, conclusasi a favore dell'esercito romano di Giustiniano I nel 553. Fra il VII ed il VIII secolo l'insediamento sembra collocarsi più all'interno, probabilmente per difendersi dalle scorrerie arabe.
Nel XII secolo, l'arabo El Edrisi ricorda Saturo un luogo di ancoraggio per le navi.
L'esigenza di proteggere le coste dagli assalti della pirateria prima saracena e successivamente turca nasce nell'Italia assai presto; la torre di Saturo, che risulta dai documenti già esistente nel 1569, si collega alla sistematica costruzione di torri costiere anticorsare voluta a partire dal 1563 dal viceré di Napoli spagnolo Pedro Afán de Ribera duca di Alcalà. La torre è situata a 9 m. s.l.m., proprio a ridosso delle vecchie cave e dell'antico porticato della villa romana, è a base quadrata e, inizialmente si sviluppava su due livelli, si è estesa in altezza con la costruzione di un altro corpo che si fa risalire agli inizi del 1900. Oggi, il maestoso edificio presenta dissesti statici ed è stato dichiarato pericolante.

## Parco Archeologico Promontorio di Saturo

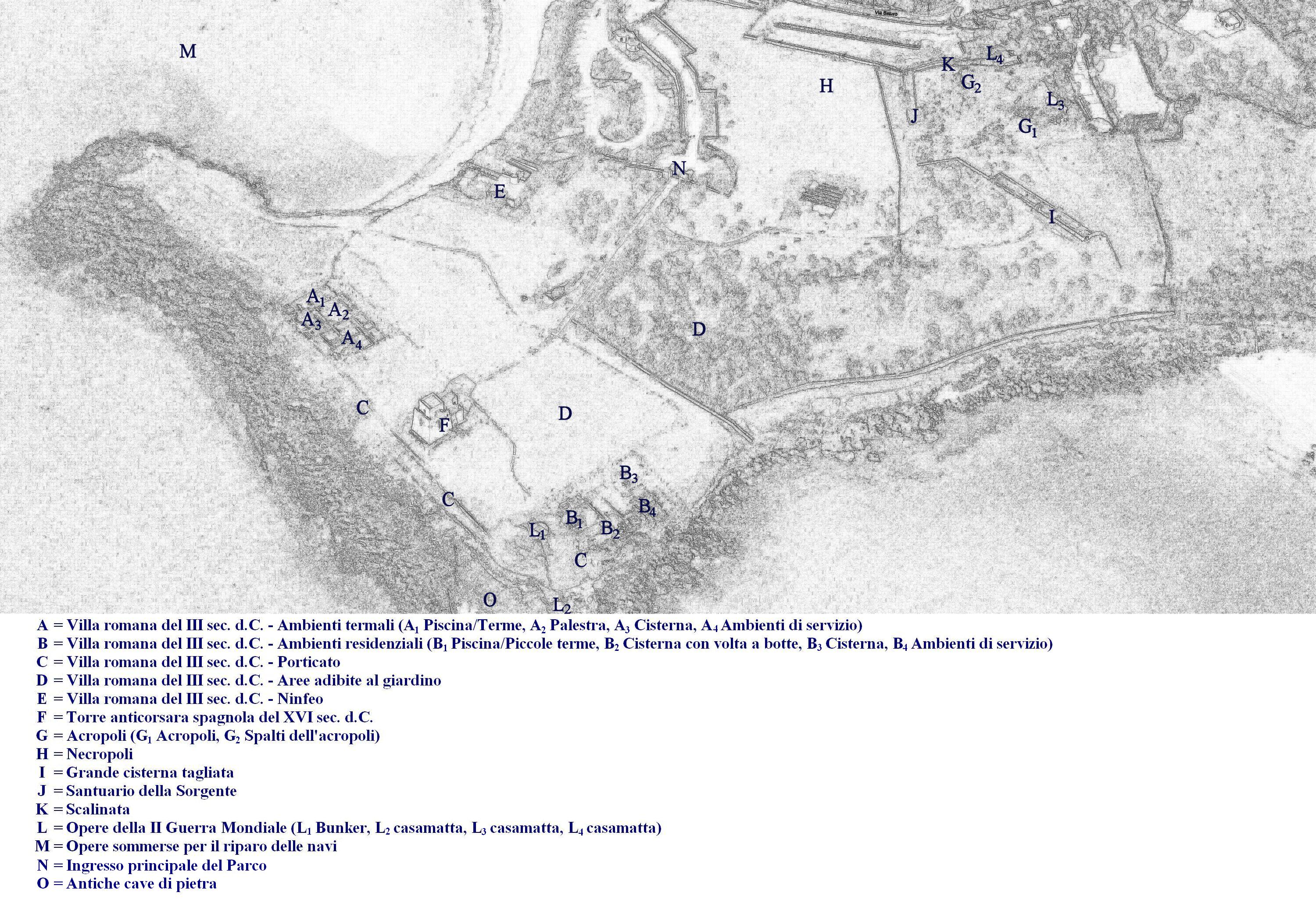
Luoghi di ritrovamento dei reperti nel Parco Archeologico di Saturo

L'istituzione di un parco archeologico sottolinea l'importantissima valenza storica ed archeologica del sito in questione, difatti estesa all'intera località formata da un'ampia valle fluviale ricca di testimonianze archeologiche comprese tra l'età Neolitica e quella Alto-medievale, non tutte tutelate e ricadenti in proprietà private.
La lunghissima fase di vita di questo promontorio costiero e della valle retrostante dipende dalla sua particolare conformazione geologica e posizione geografica, la prima la inserisce tra quelle località costiere dotate di doppio approdo, la seconda dipende dalla stretta vicinanza con il grande Porto di Taranto. 
In particolare, all'interno del Parco è possibile ammirare e visitare parte del grande insediamento indigeno dell'età del Bronzo e del Ferro, caratterizzati da un piccolo aggere di consolidamento, i resti di un santuario poliadico dedicato ad Atena, due ampie porzioni riguardanti una villa romana di Età imperiale (II-IV secolo) che occupava gran parte del promontorio costiero. La grande struttura romana si poggiava, a sud, verso la costa, su un cripto-portico utilizzato come passeggiata di belvedere e che congiungeva l'abitazione privata alle terme pubbliche dotate di una grande piscina.
Risale a quest'epoca la costruzione di un probabile pontile o molo di attracco, secondo altri interpretabile come barriera frangi-flutti (visitabile).
All'interno del parco è visibile, inoltre, una torre costiera di avvistamento del XV secolo, ancora integra, ma in attesa di restauro.
Il parco abbraccia un promontorio di notevole interesse naturalistico e paesaggistico. 
Il terreno del parco è di proprietà comunale. Dal 2006, la cooperativa PoliSviluppo, formata da archeologi, realizza visite guidate, progetti didattici, laboratori di archeologia sperimentale, promozione e si occupa della manutenzione ordinaria, apertura del Parco e realizzazione di progetti scientifici.

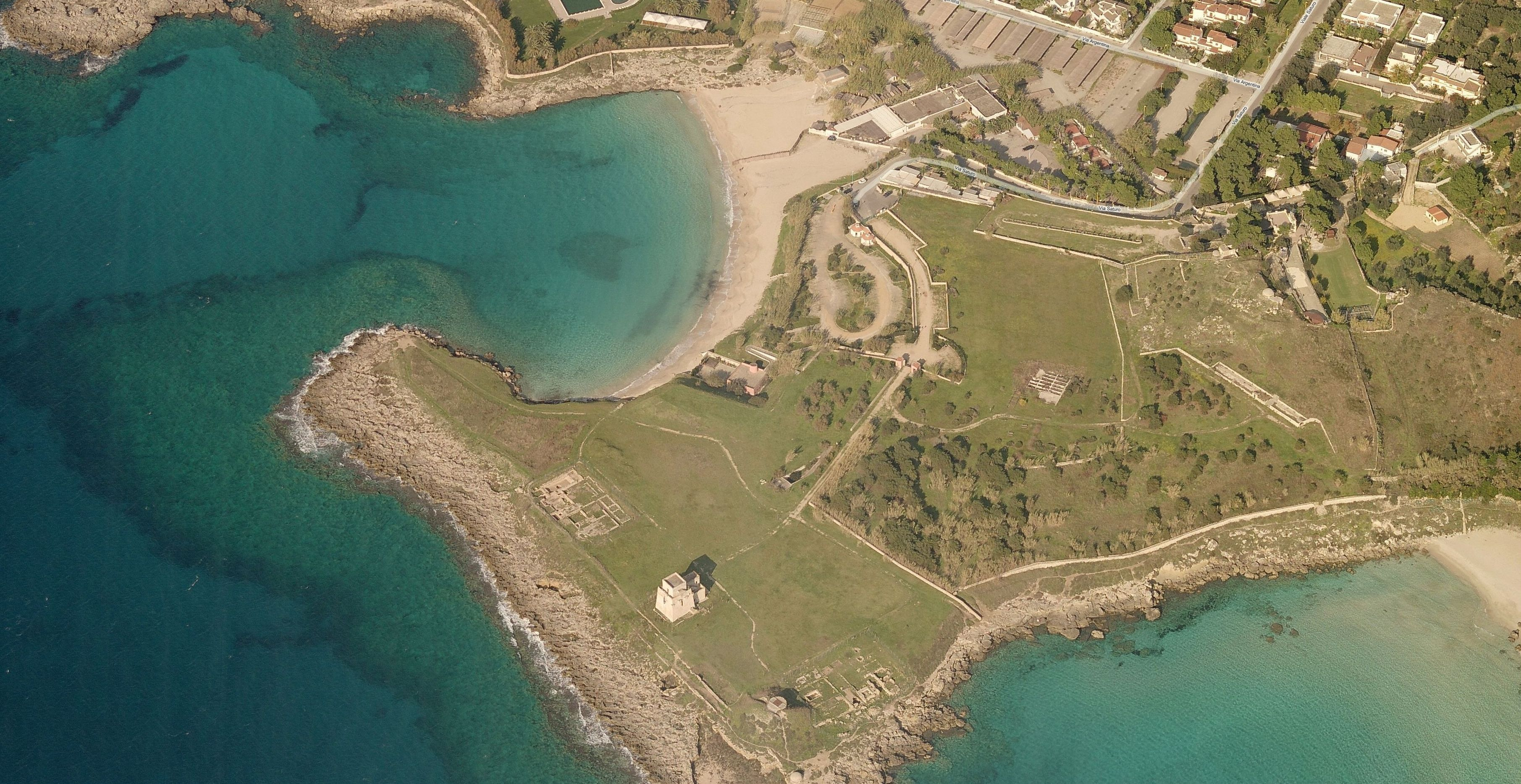
Vista aerea del Parco Archeologico di Saturo

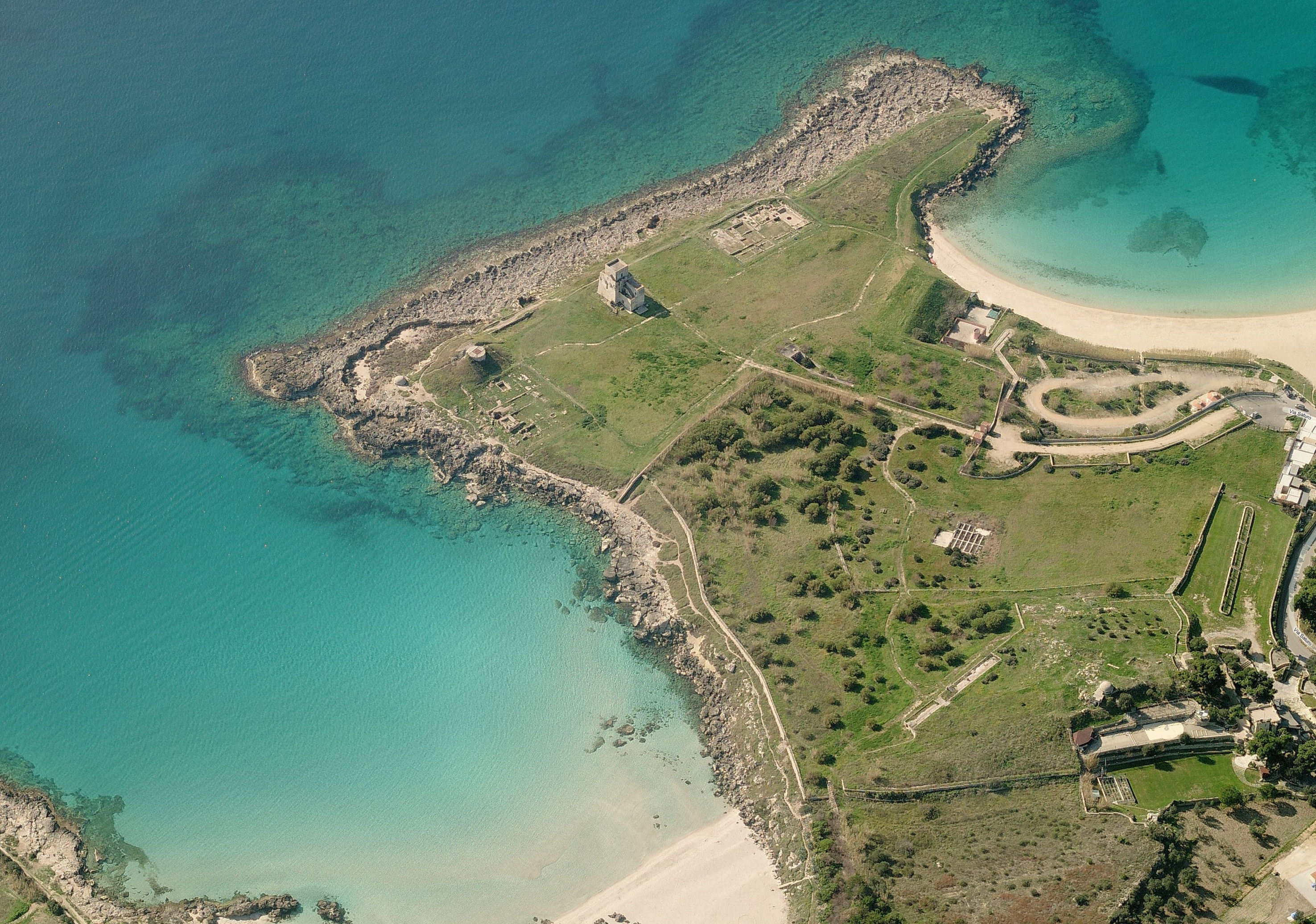
Vista aerea del Parco Archeologico di Saturo

Nel parco archeologico sono ancora visibili:
- i resti della villa romana (in figura contrassegnata con A1-4 e B1-4) e del suo porticato (in figura contrassegnato con C);
- la torre anticorsara (in figura contrassegnata con F);
- l'acropoli con i suoi spalti (in figura contrassegnati con G1-2);
- la necropoli (in figura contrassegnata con H);
- la grande cisterna tagliata (in figura contrassegnata con I);
- il Santuario della Sorgente (in figura contrassegnato con J);
- la scalinata che scende dall'acropoli al santuario (in figura contrassegnata con K);
- le varie costruzioni realizzate durante la II Guerra Mondiale (in figura contrassegnata con L1-4);
- le opere murarie ormai sommerse che fungevano da frangiflutti e moli per l'approdo delle navi (in figura contrassegnate con M).

Nella figura sono anche contrassegnate:
- le zone dove sorgeva il ninfeo (in figura contrassegnata con E), distrutto dalla costruzione del deposito militare, oggi sede del punto di ristoro del Parco;
- le zone dove sorgevano i giardini della villa (in figura contrassegnata con D), oggi occupate dalla macchia mediterranea (tra cui, piante di rosmarino e malva, alberi di mimose, di ginestre, canneti ecc.) e da varie panchine per i visitatori del Parco;
- l'ingresso principale del Parco (in figura contrassegnata con N).

Il porticato dell'antica villa romana è interrotto nel suo percorso dalla costruzione di un bunker, una collinetta in cemento armato ricoperta con la terra. Nel bunker è ancora visibile un ascensore manuale, costituito da un piano elevatore asservito da contrappesi in cemento, che permetteva ad un grosso faro di fuoriuscire dalla sua sommità, per l'illuminazione del mare (a favore delle batterie costiere) e del cielo (a favore delle batterie contraeree).
Ai piedi del bunker è ancora presente una casamatta, così come se ne trovano alla sommità dell'antica acropoli.

### La villa romana

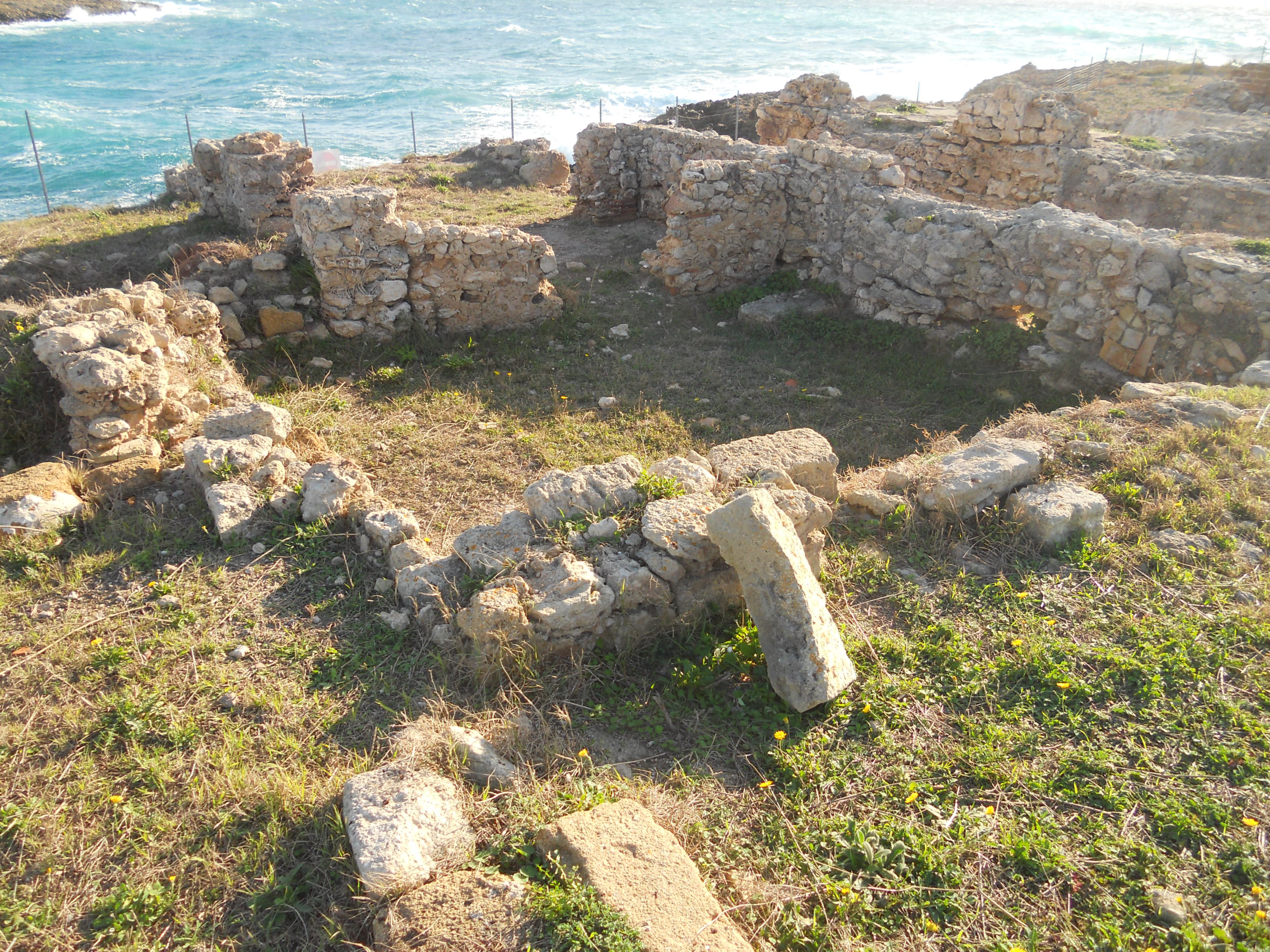
Villa romana - Pars urbana - Resti degli ambienti di servizio

La villa di Saturo risale, nella sua prima costruzione, alla prima Era Imperiale (I secolo a.C.), come dimostra la presenza di frammenti di ceramica sigillata (ceramica fine da mensa, ovvero destinata ad essere utilizzata come servizio da tavola), di vasellame per uso domestico, frammenti di lucerne del tipo africano e di marmi policromi, e di una moneta bronzea (custodita al Museo archeologico nazionale di Taranto) dell'età di Settimio Severo ritrovata sotto un pavimento a scacchiera di color rosso e bianco.
La villa di Saturo si estendeva da un porticciolo all'altro; i due nuclei che si vedono ai lati della torre costiera sono relativi alla stessa unità abitativa, ed erano collegati da un porticato con affaccio a mare in opera incerta.
Bisogna precisare che le strutture murarie attualmente visibili della villa risalgono all'era Tardo Imperiale, fra il III e IV secolo, rimanendo in uso sino a tutto il VI.
La sua ultima planimetria ha caratteristiche simili a quelle della Villa di Sirmione, della Villa dei Misteri di Pompei e della Villa dei Papiri presso Ercolano: infatti, in comune hanno la posizione assiale, la piscina termale e il lungo porticato.
L'edificio si divide in due parti: la prima parte costituisce gli ambienti residenziali, denominata pars urbana; la seconda parte costituisce gli ambienti termali, denominata «grandi terme».
Nella prima parte, ad uso privato, disposte attorno ad un'area scoperta, si trovano diversi ambienti, tra cui un piccolo edificio termale, un atrio tetrastilo di ordine dorico al centro del quale un probabile impluvium per la raccolta delle acque, ambienti di servizio (cucina, piccole terme ad uso domestico e alcuni vani usati dalla servitù), un piccolo edificio termale, e un'ampia e capace cisterna con volta a botte.
Nella seconda parte, ad uso pubblico, si trova un ampio complesso termale di cui fanno parte, tra gli altri ambienti, una grande vasca (natatio) fornita di un sistema di riscaldamento delle acque, una vasca per acqua tiepida (tepidarium), degli spogliatoi (apodyterium), una palestra e delle stanze di servizio, mentre, più ad est (in prossimità della torre), un ambiente triabsidato interpretato come sala per banchetti (dietae).
La villa romana era completata in genere da un giardino ed un podere, le cui specie vegetali, unite a quelle indigene della macchia mediterranea, sono state usate per la forestazione della zona. Inoltre, ci sono testimonianze di un ninfeo, una fontana di grandi dimensioni, situato sulla spiaggia di Saturo, di cui si sono persi i resti a causa dell'usura e, successivamente, della cementificazione per la costruzione del deposito militare risalente alla II Guerra Mondiale.

## Galleria d'immagini

### Promontorio

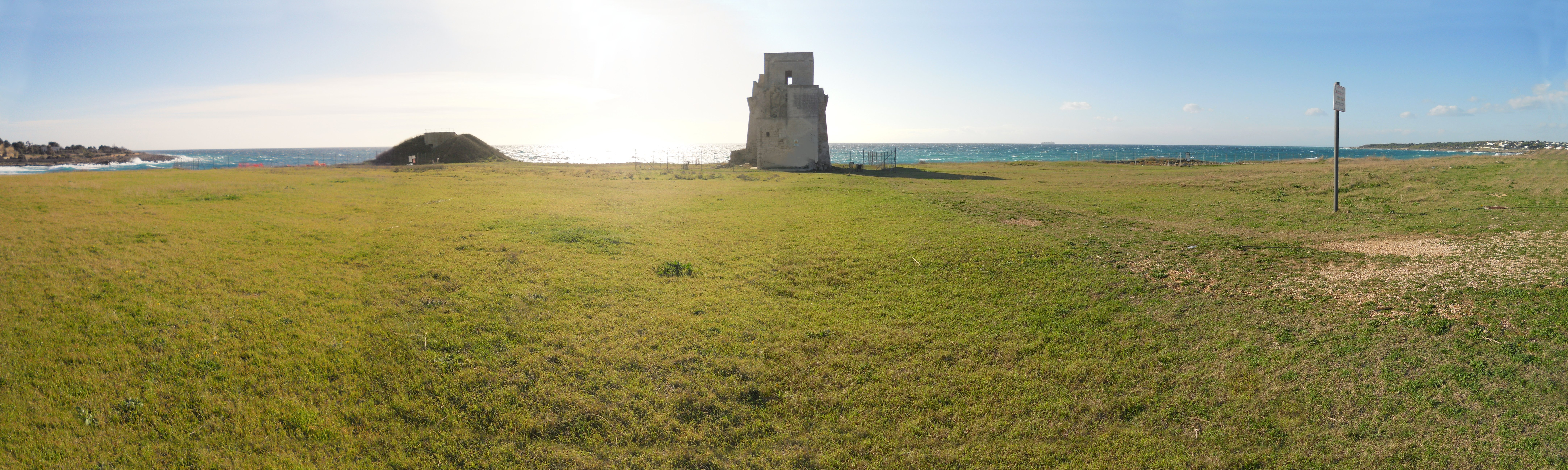
Vista panoramica del Parco Archeologico di Saturo
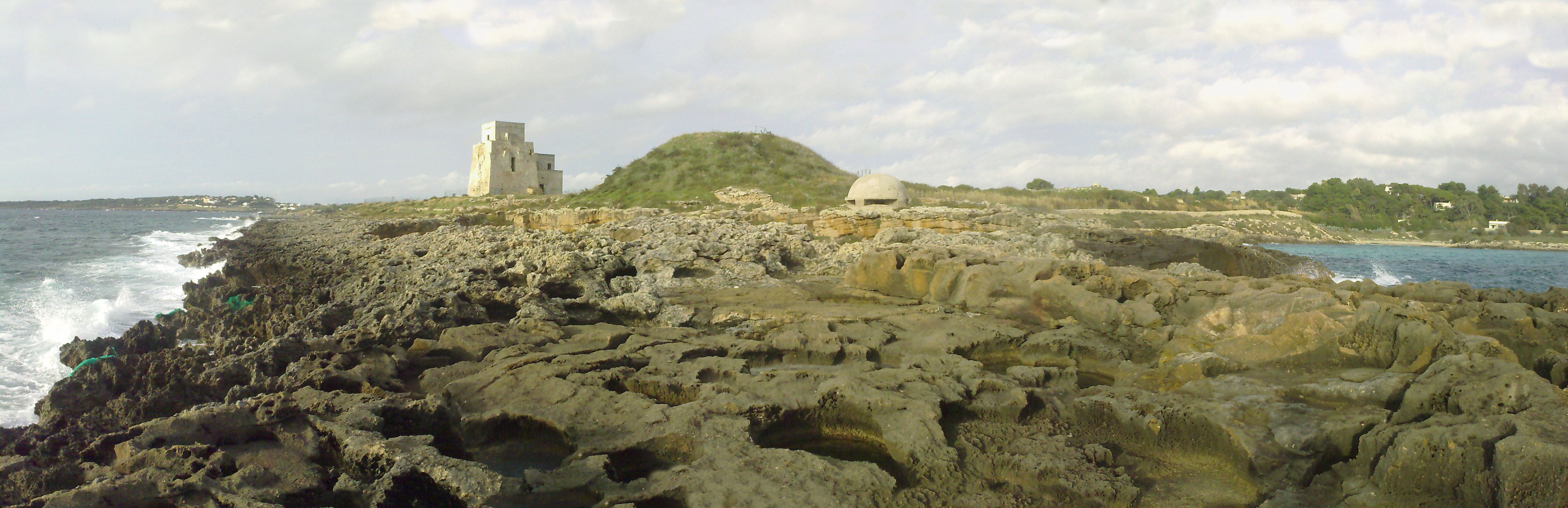
Vista panoramica del Parco Archeologico di Saturo
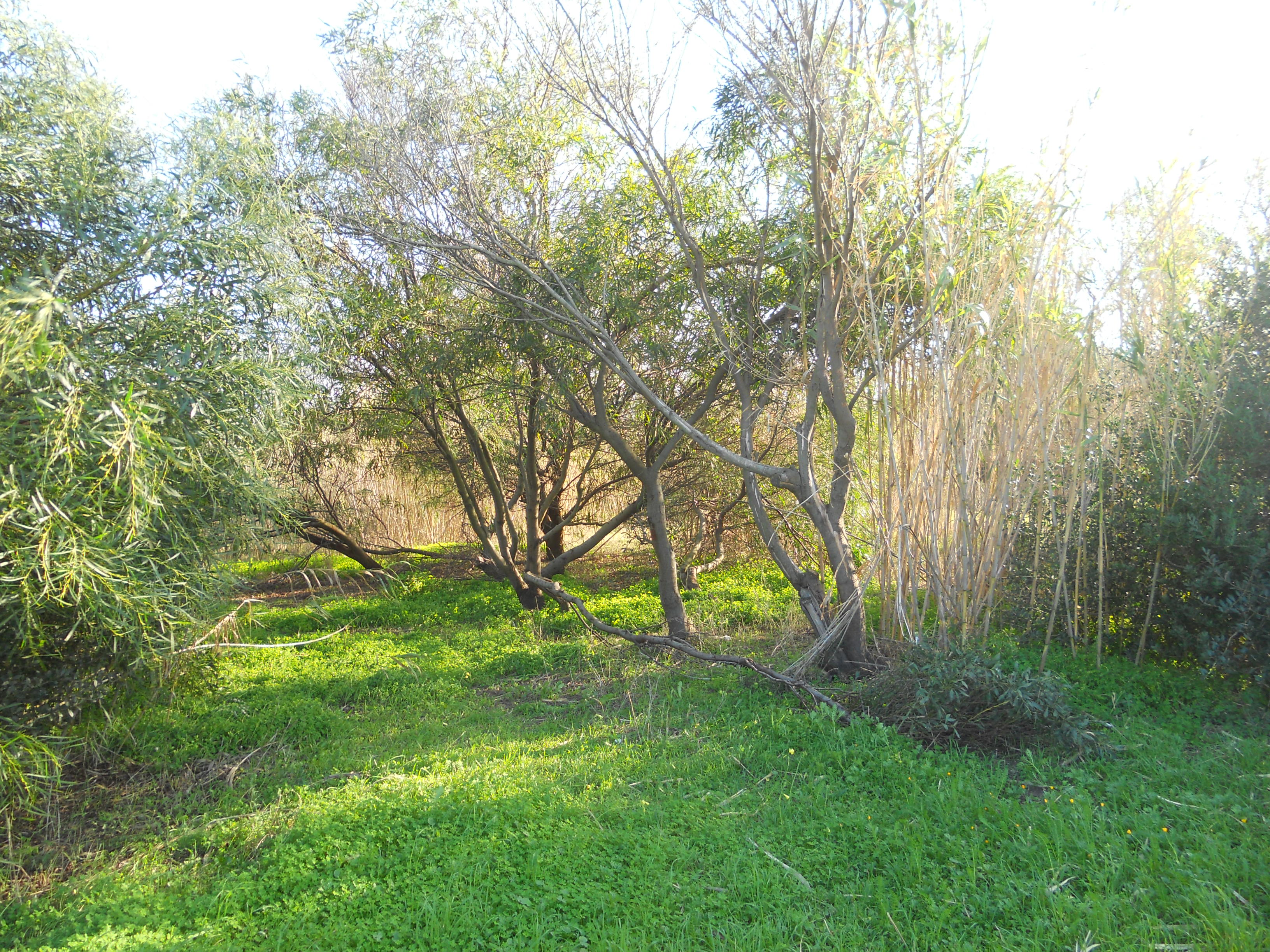
Ginestra, alberi di Mimose e canneto.
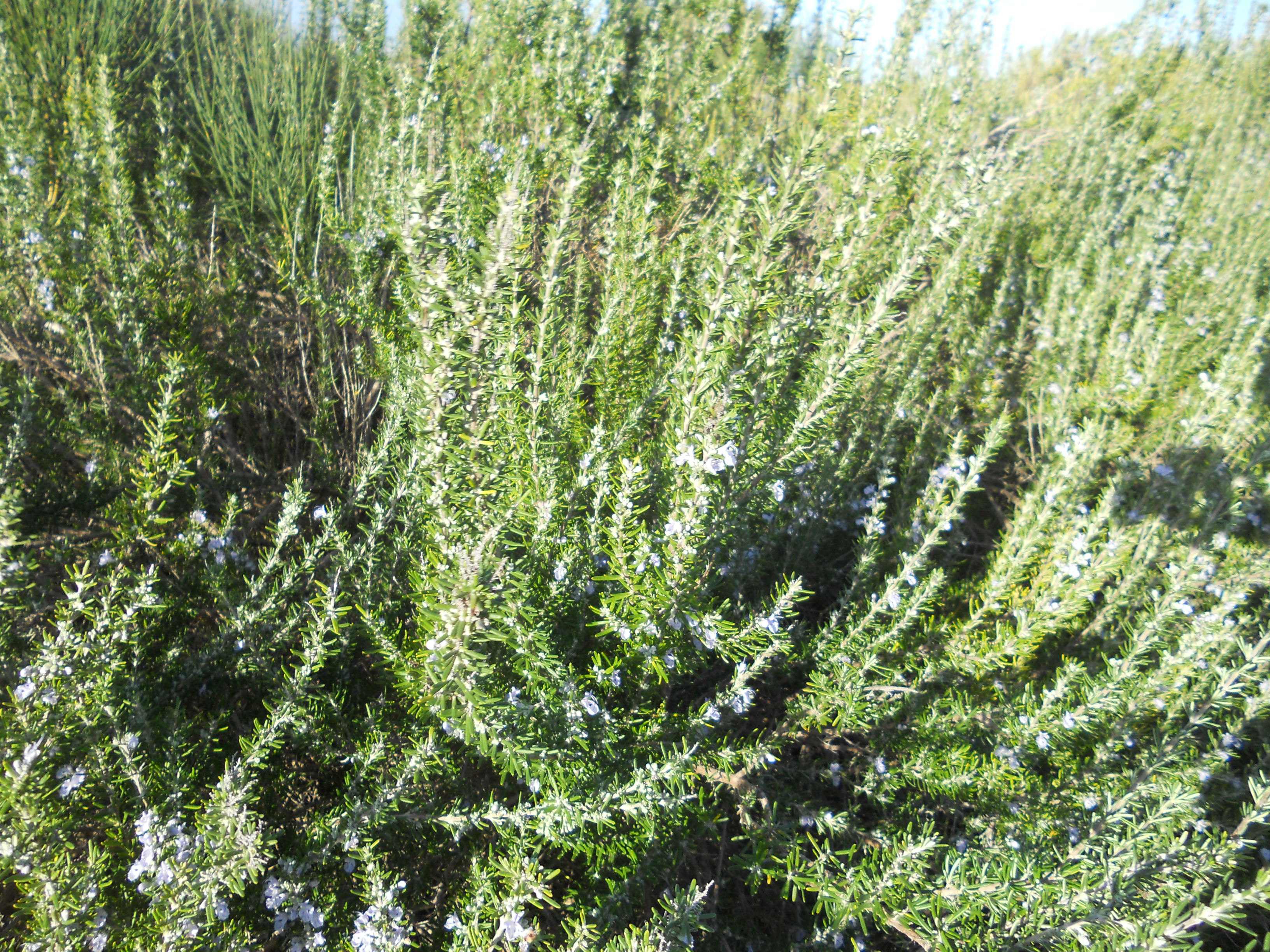
Rosmarino.
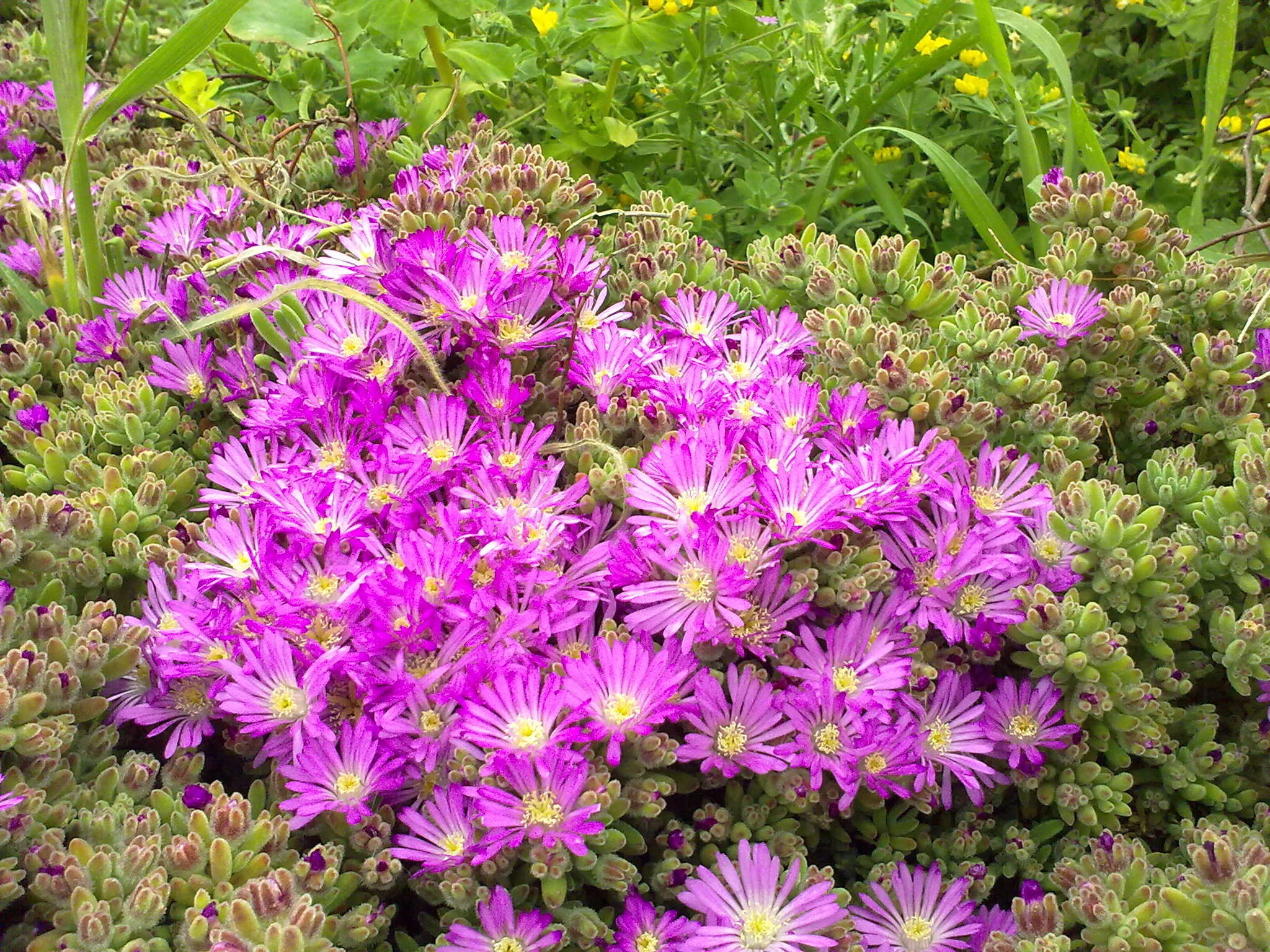
Drosanthemum Hispidum
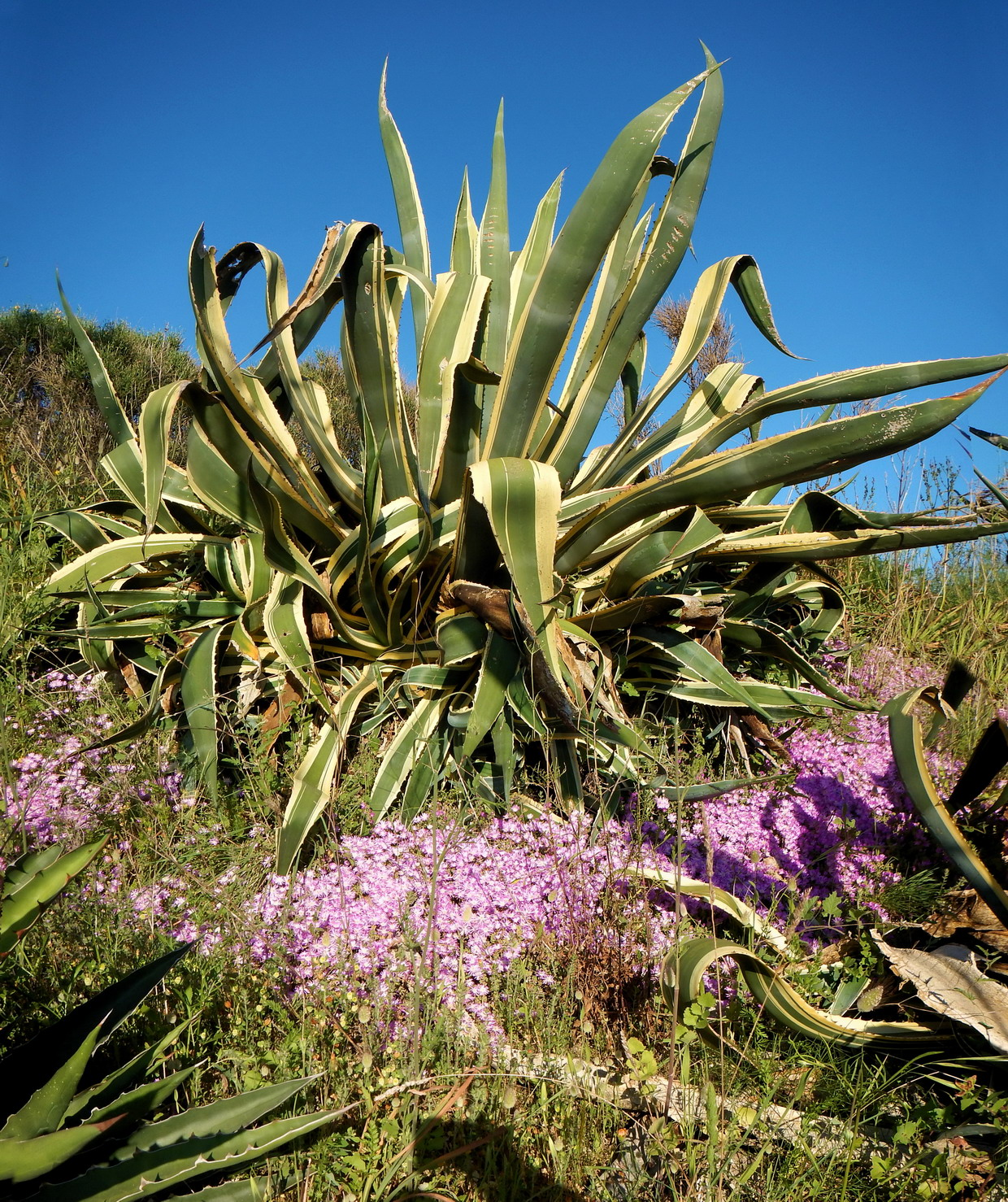
Tappeto di Drosanthemum Hispidum sotto pianta di Agave
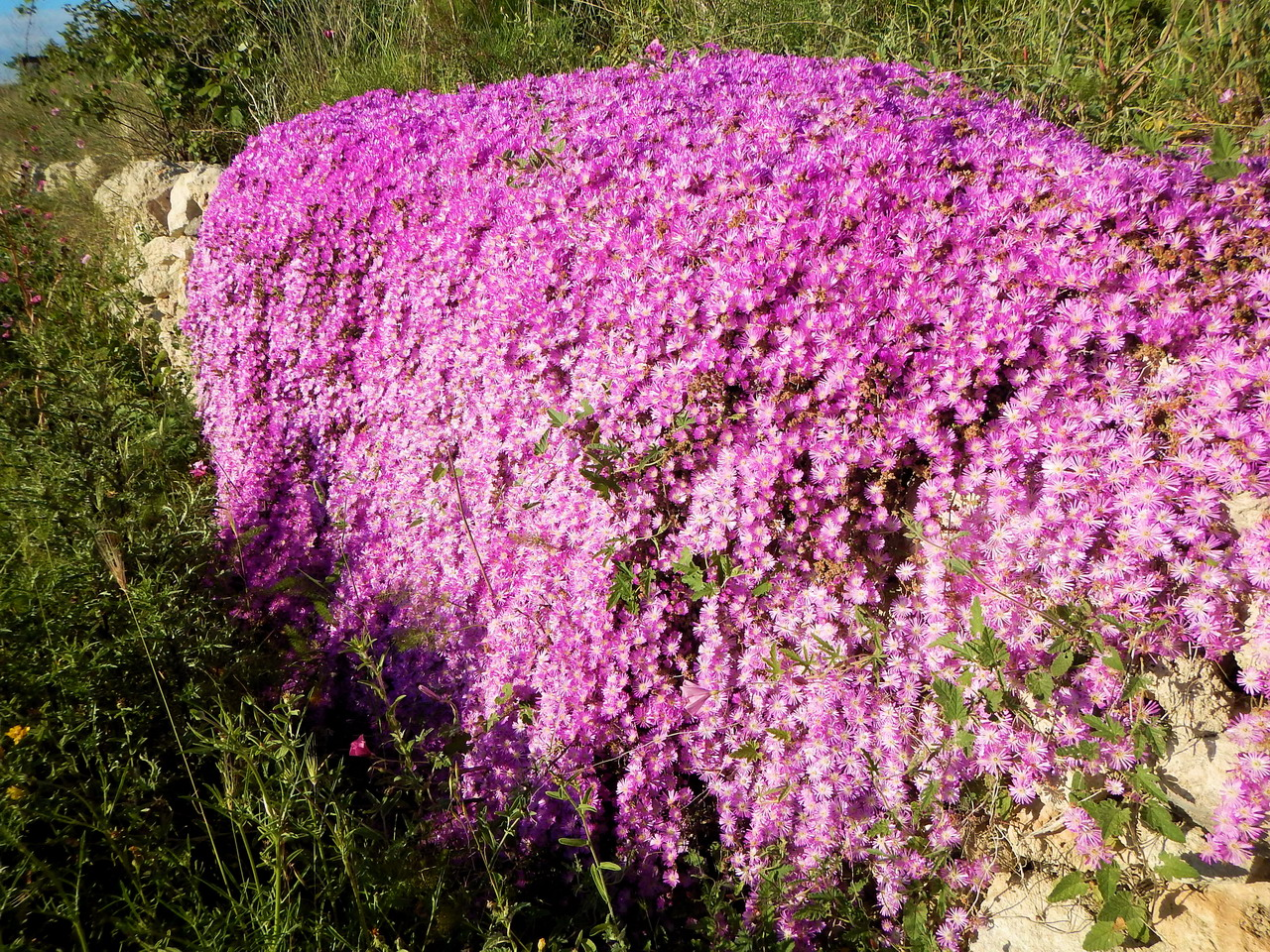
Cascata di Drosanthemum Hispidum da un muro a secco
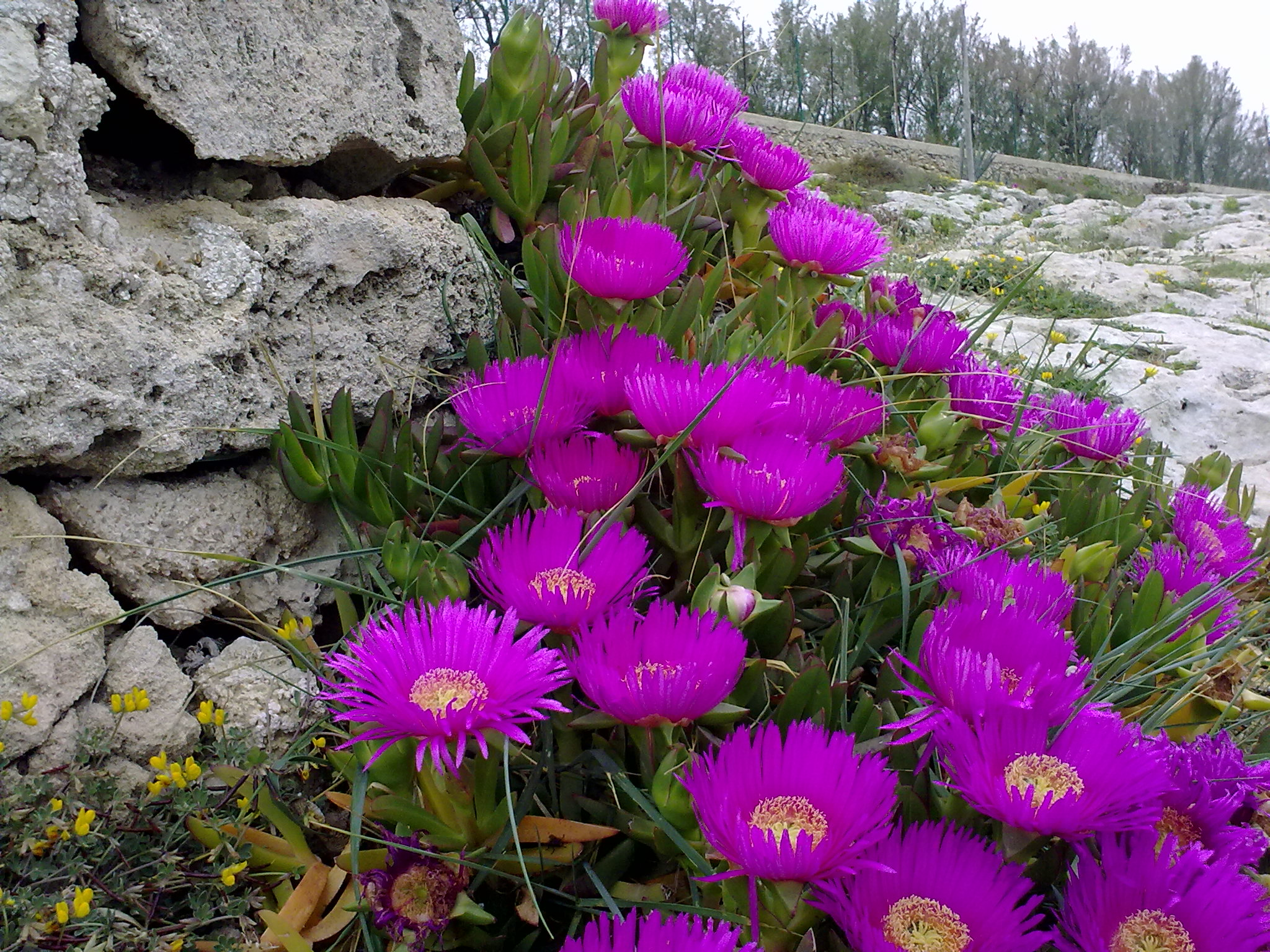
Carpobrotus Edulis a fiori viola
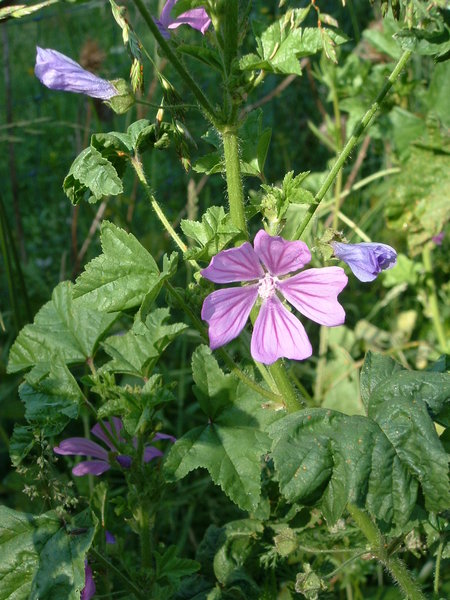
Malva
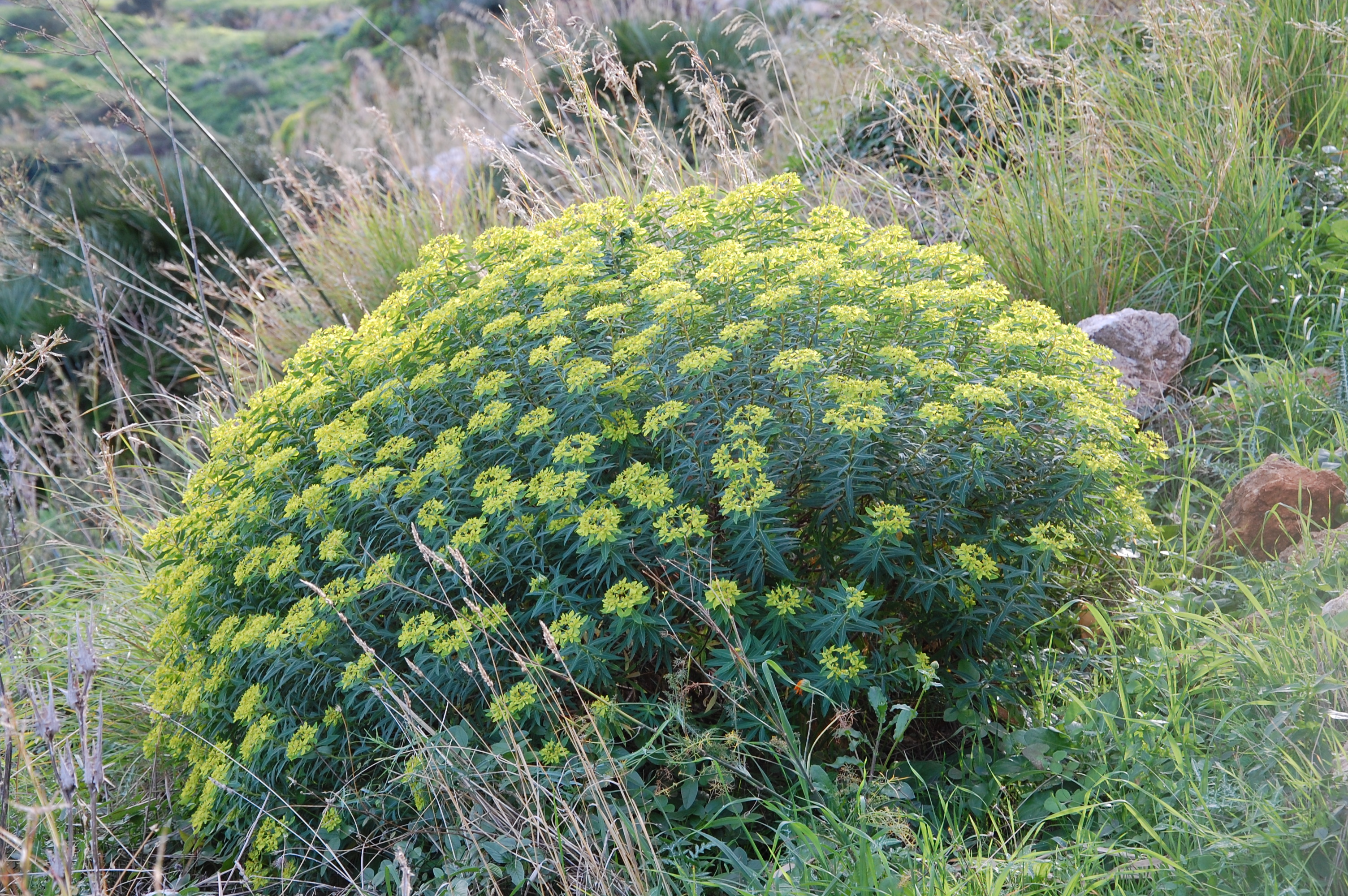
Euforbia
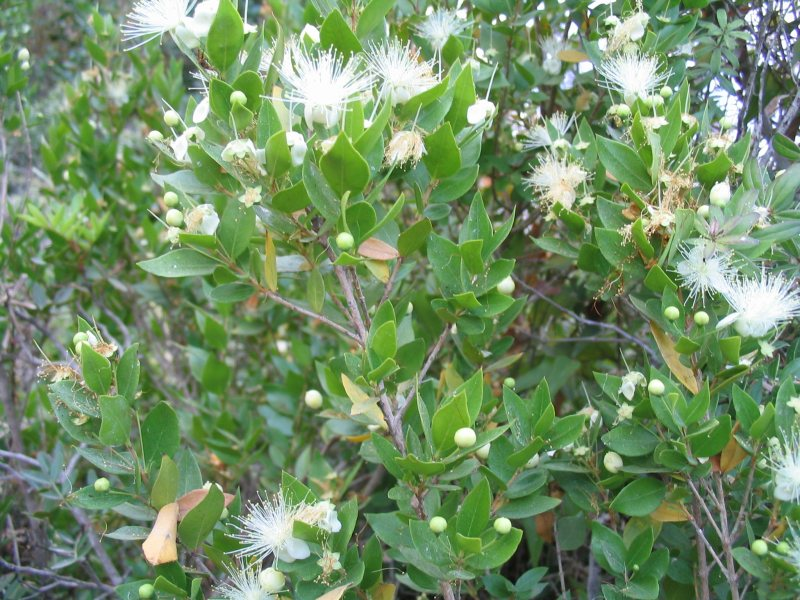
Mirto
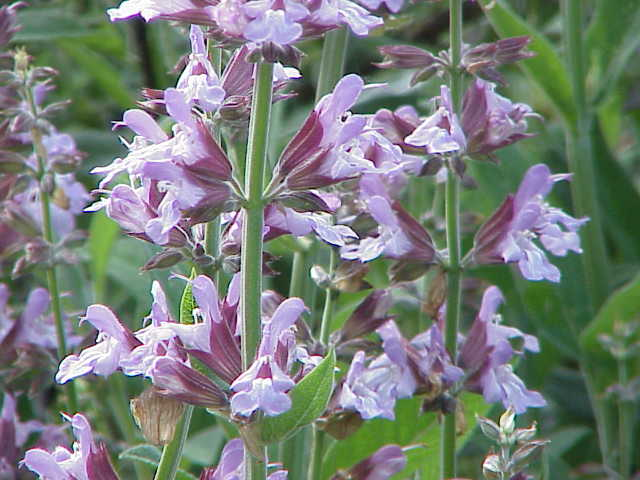
Salvia
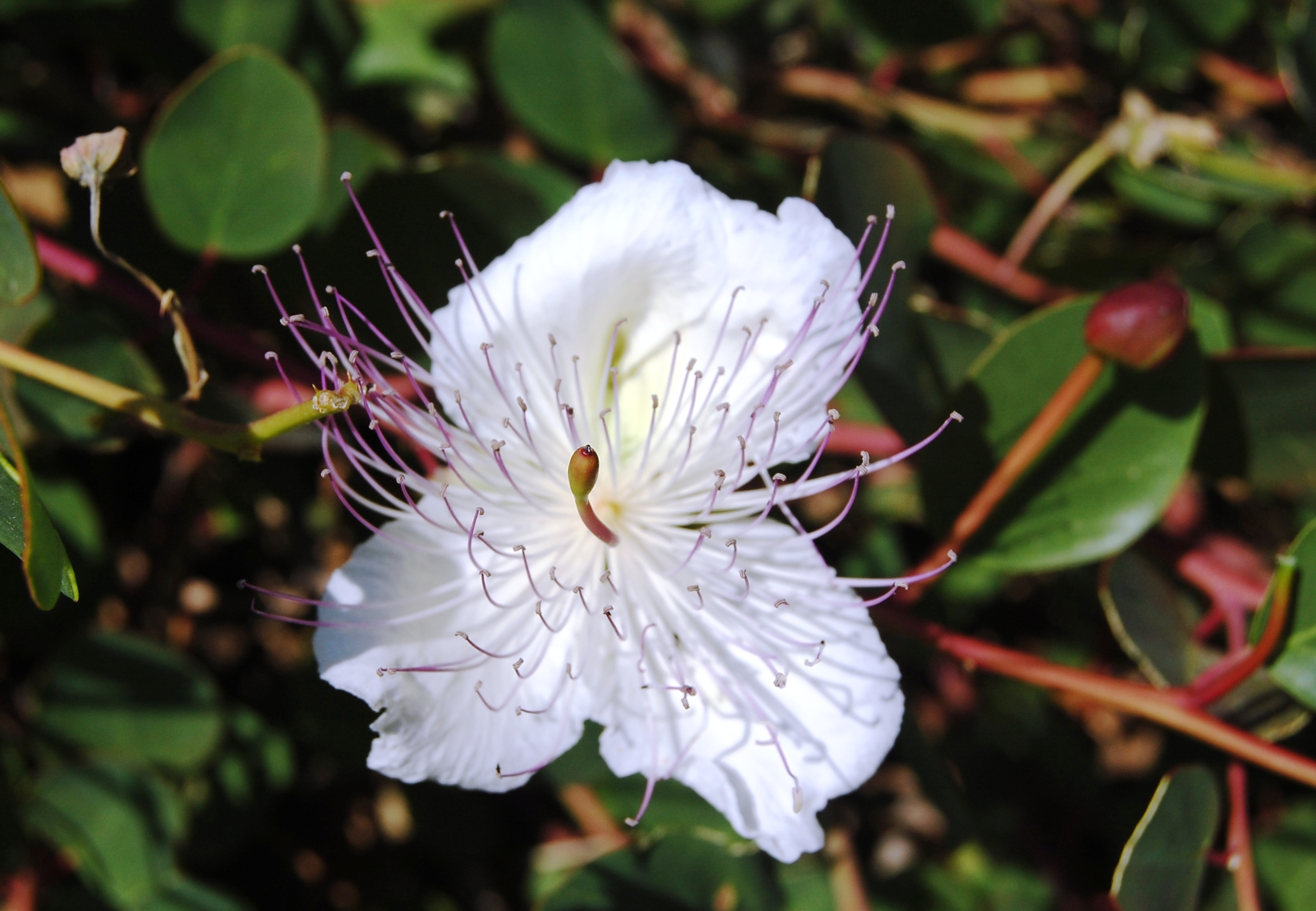
Cappero
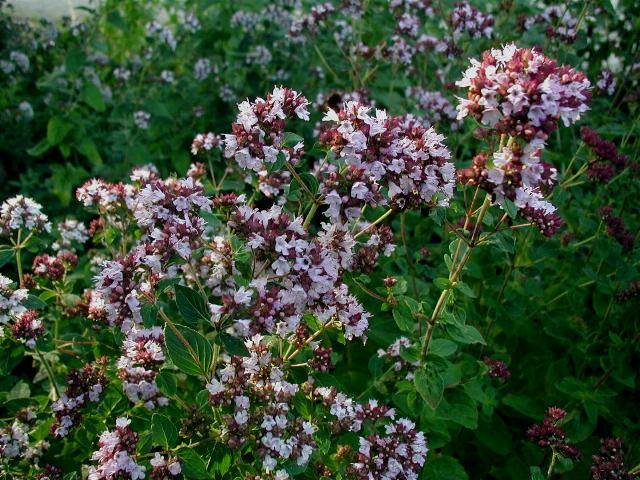
Origano
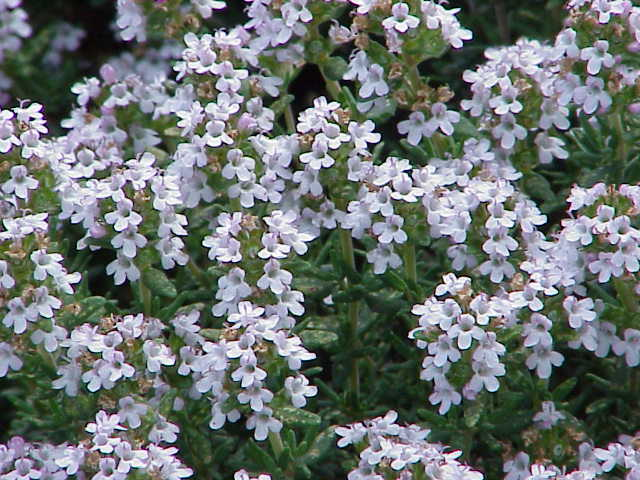
Timo

### Torre spagnola del XVI secolo

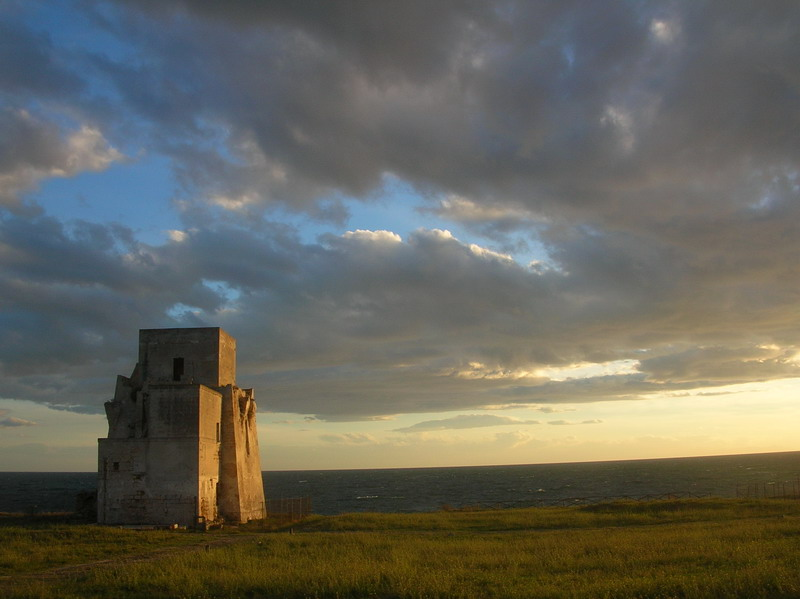
La torre
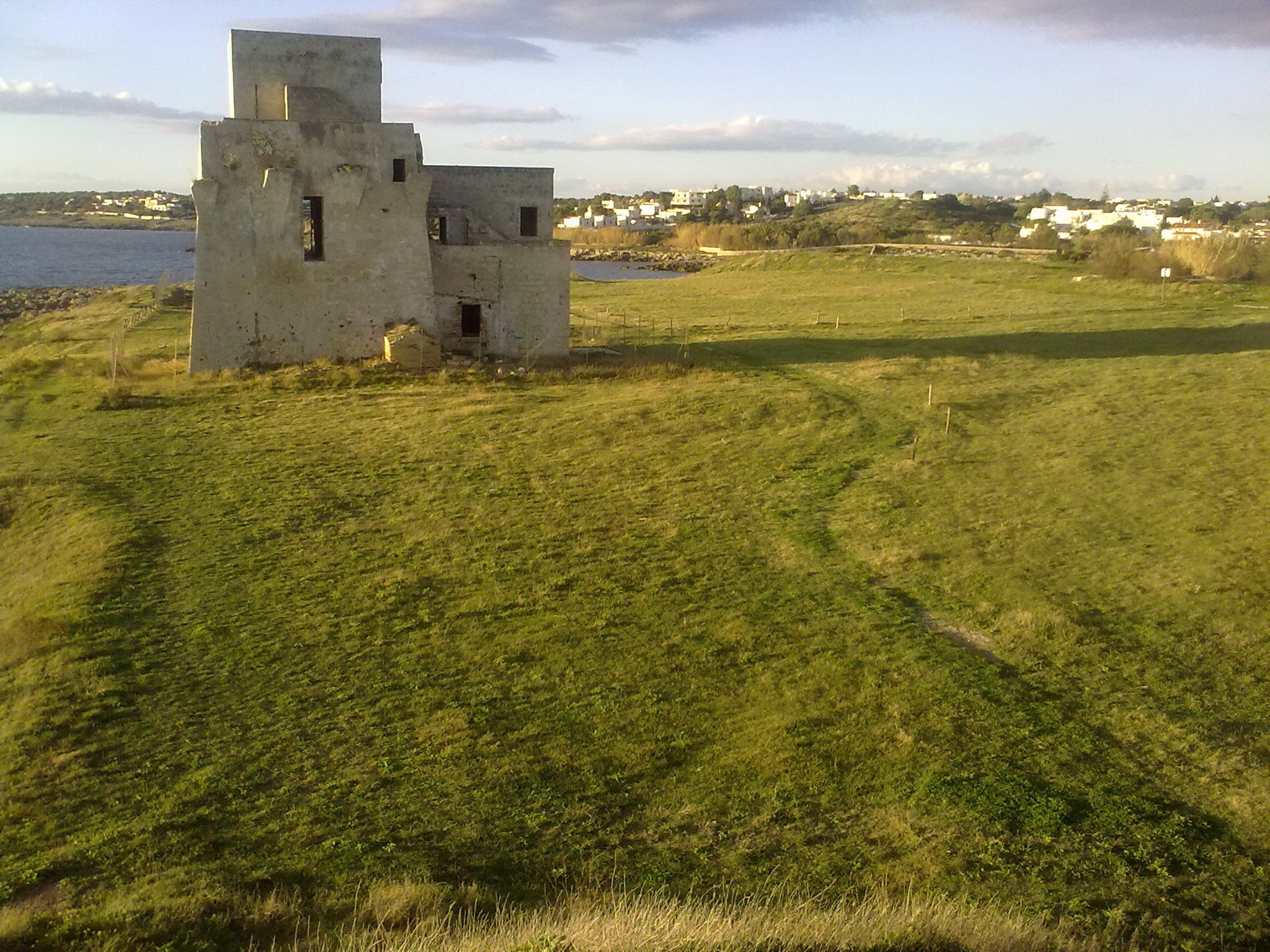
Torretta vista dalla collinetta del bunker
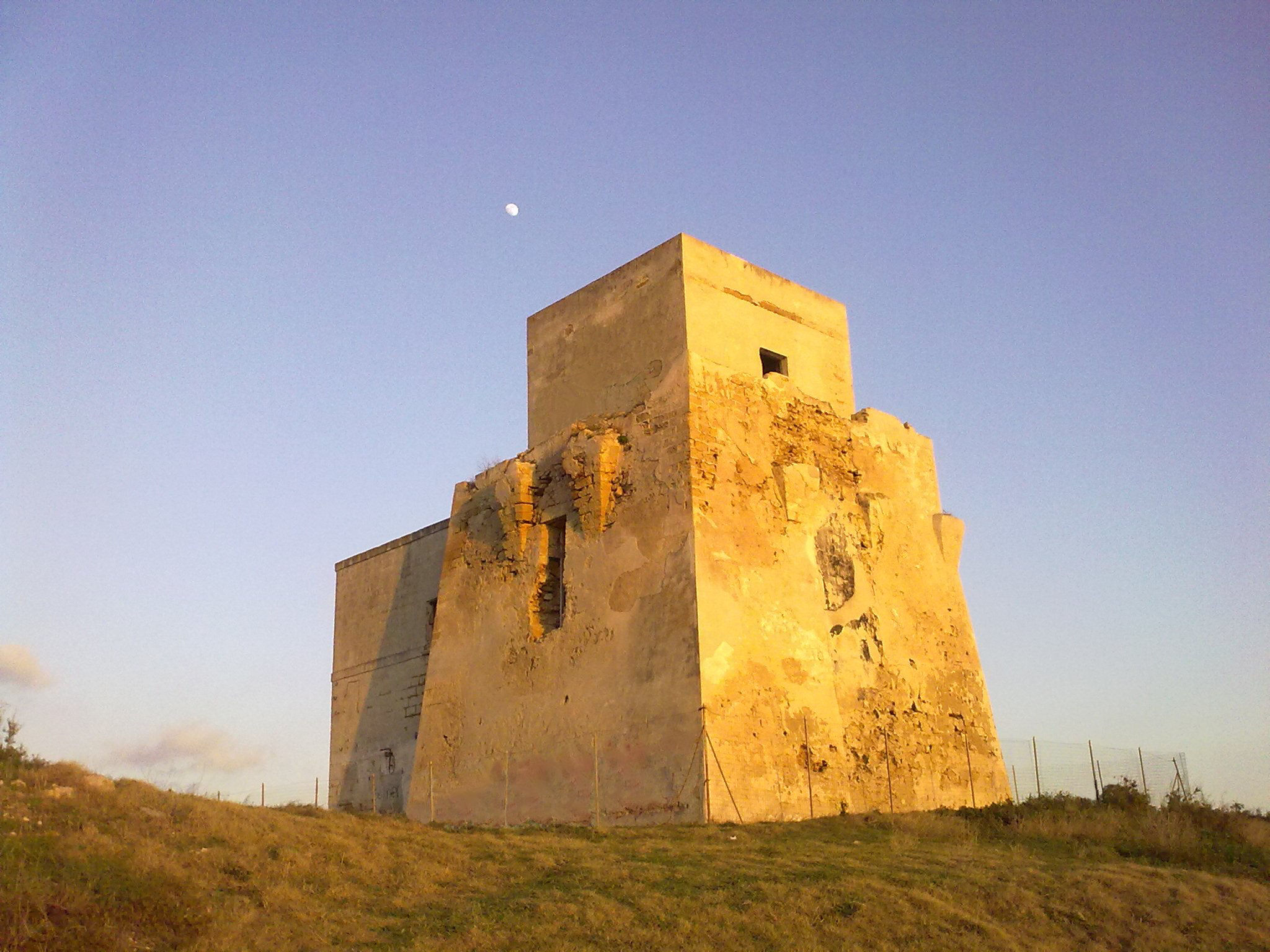
Torretta vista dalle vecchie cave (con Luna crescente)
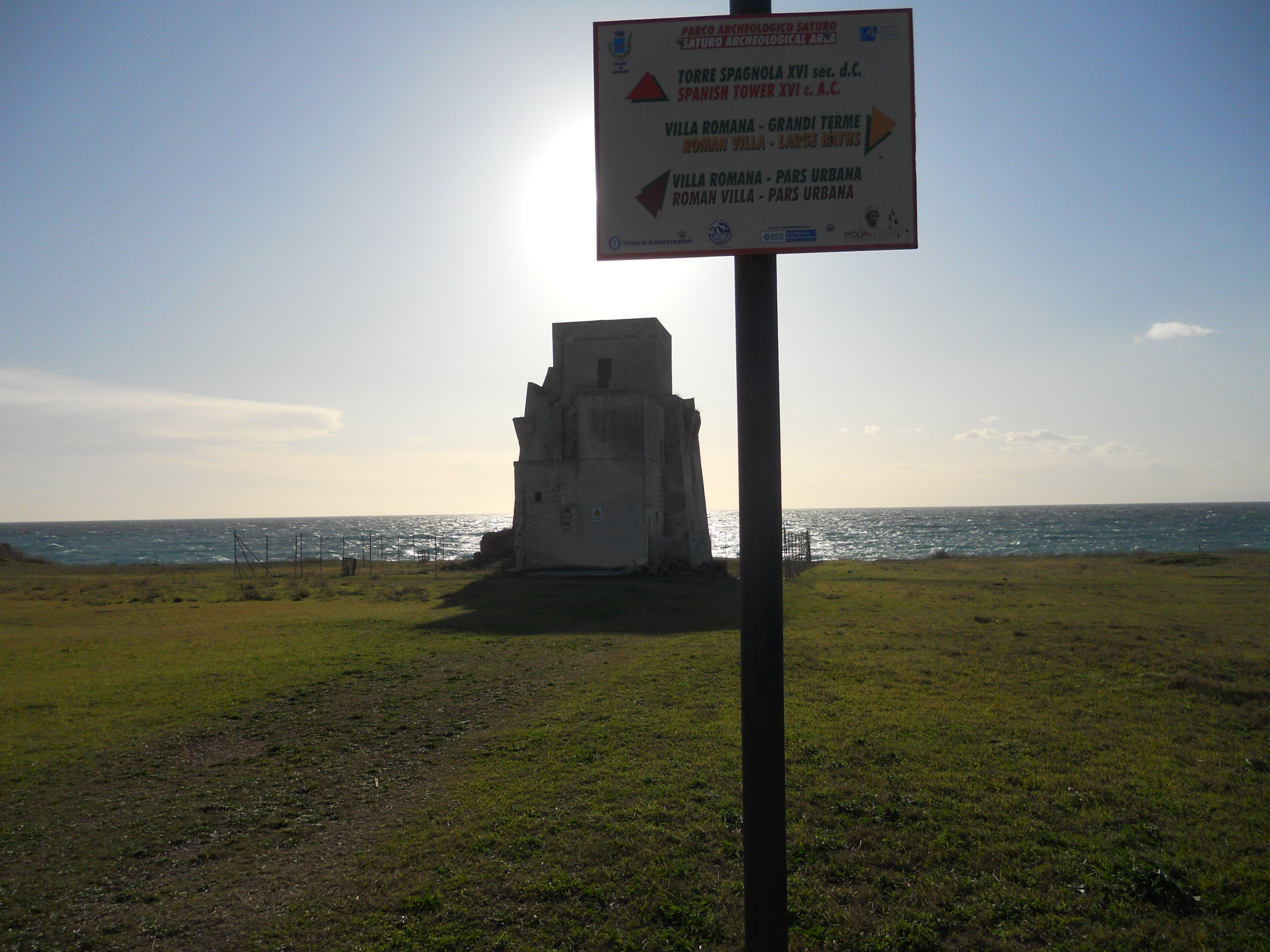
Torretta vista dall'ingresso del parco

### Villa romana del III secolo - Pars urbana

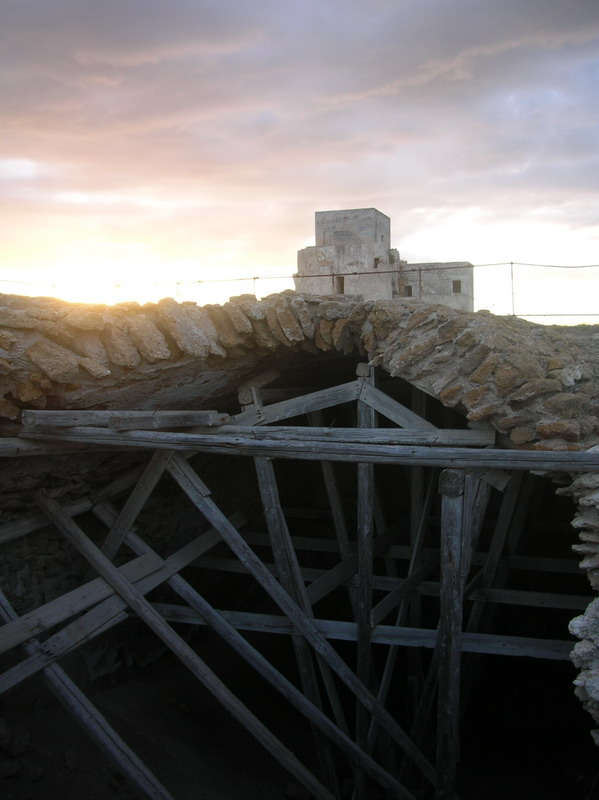
Cisterna nella pars urbana con volta a botte
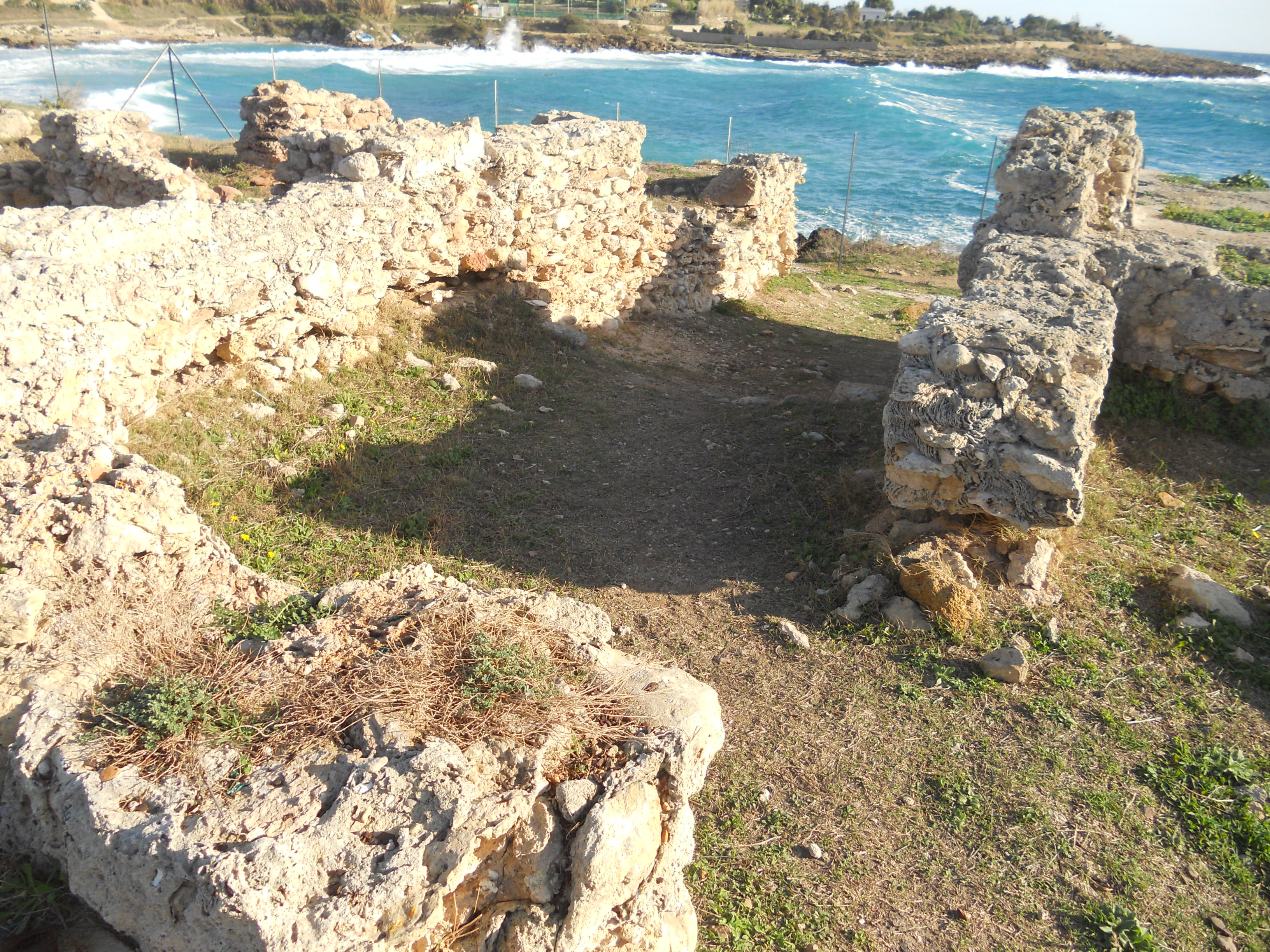
Villa romana - Pars urbana - Resti degli ambienti di servizio
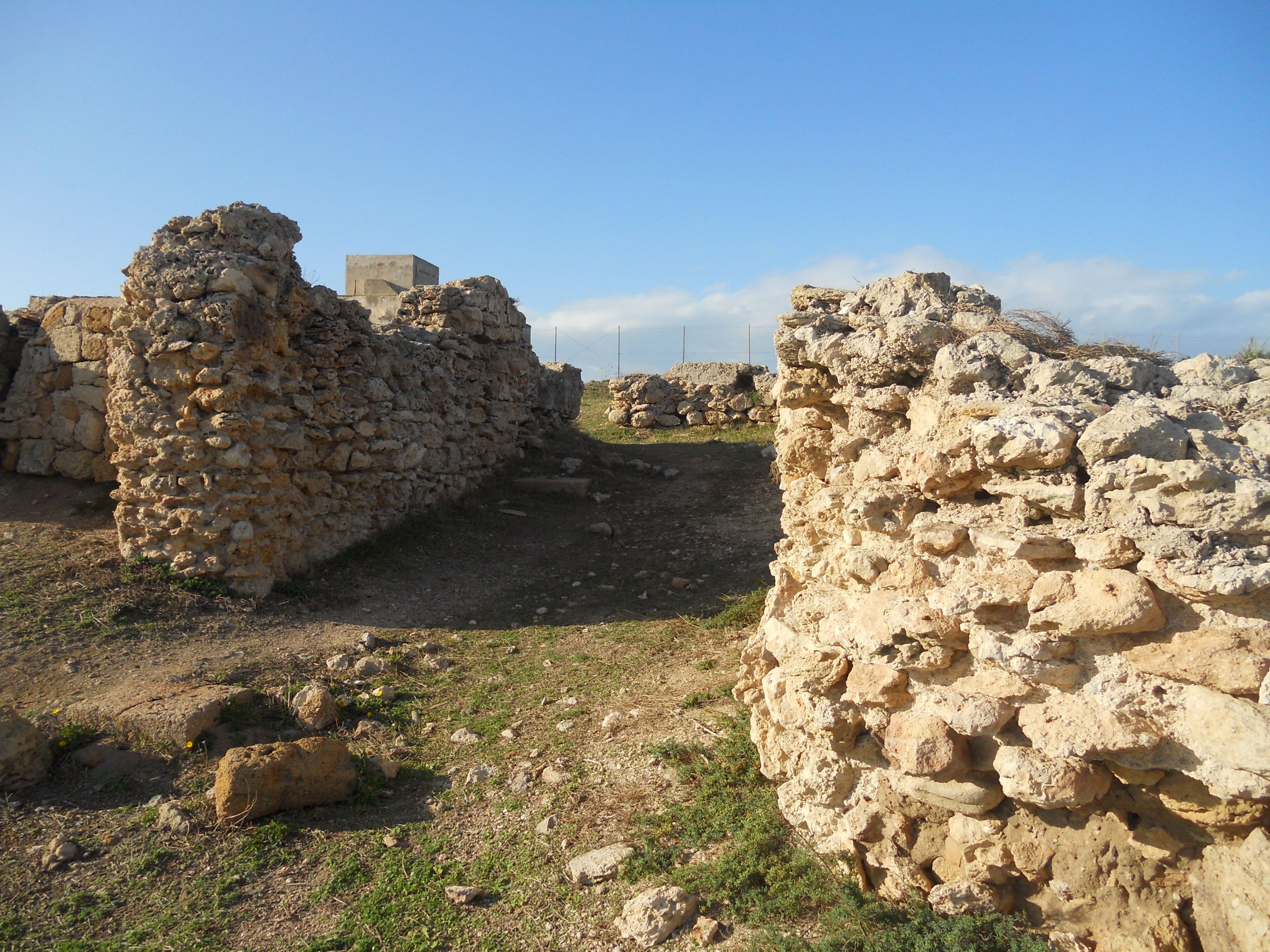
Villa romana - Pars urbana - Resti degli ambienti di servizio
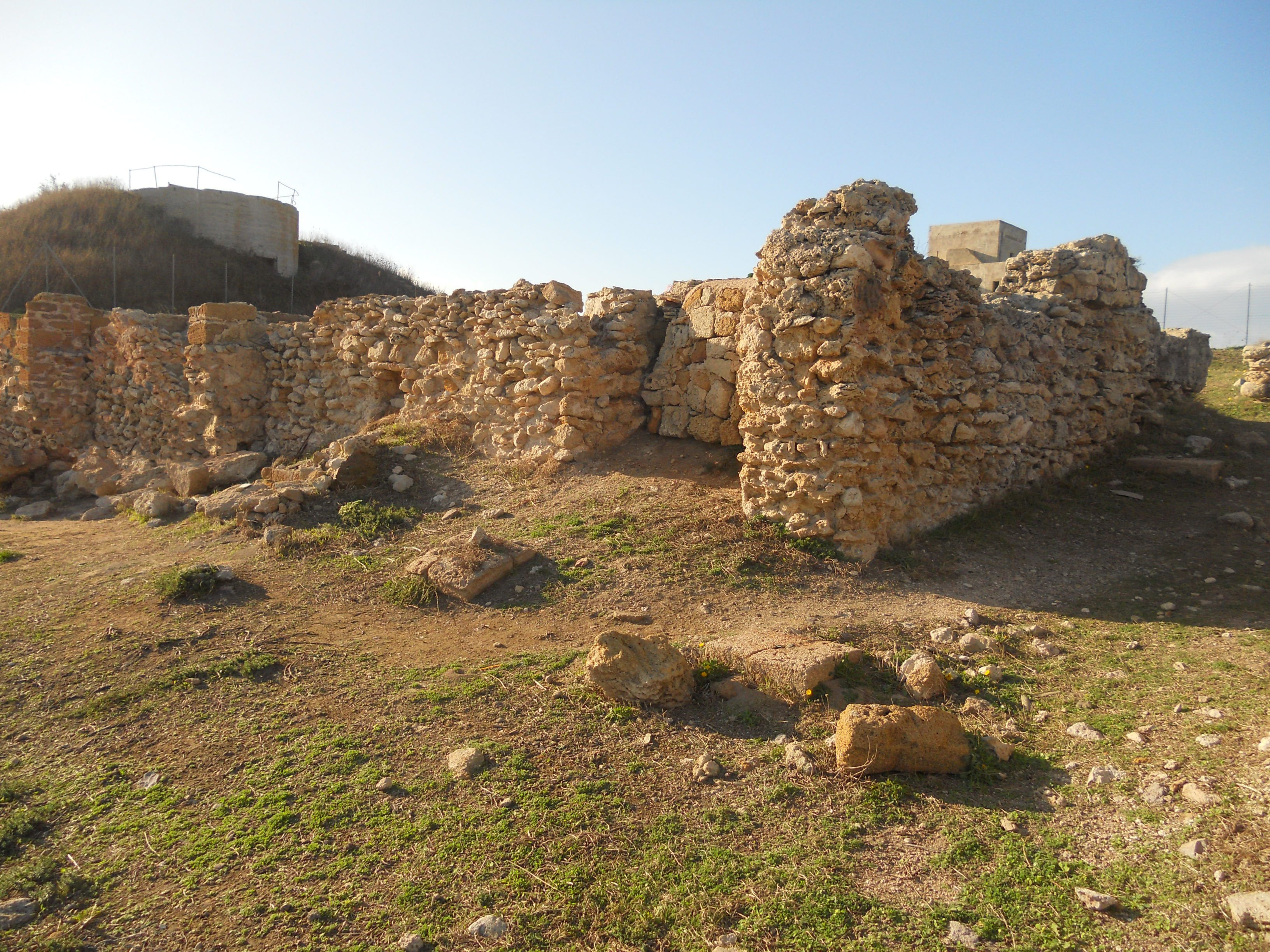
Villa romana - Pars urbana - Resti degli ambienti di servizio
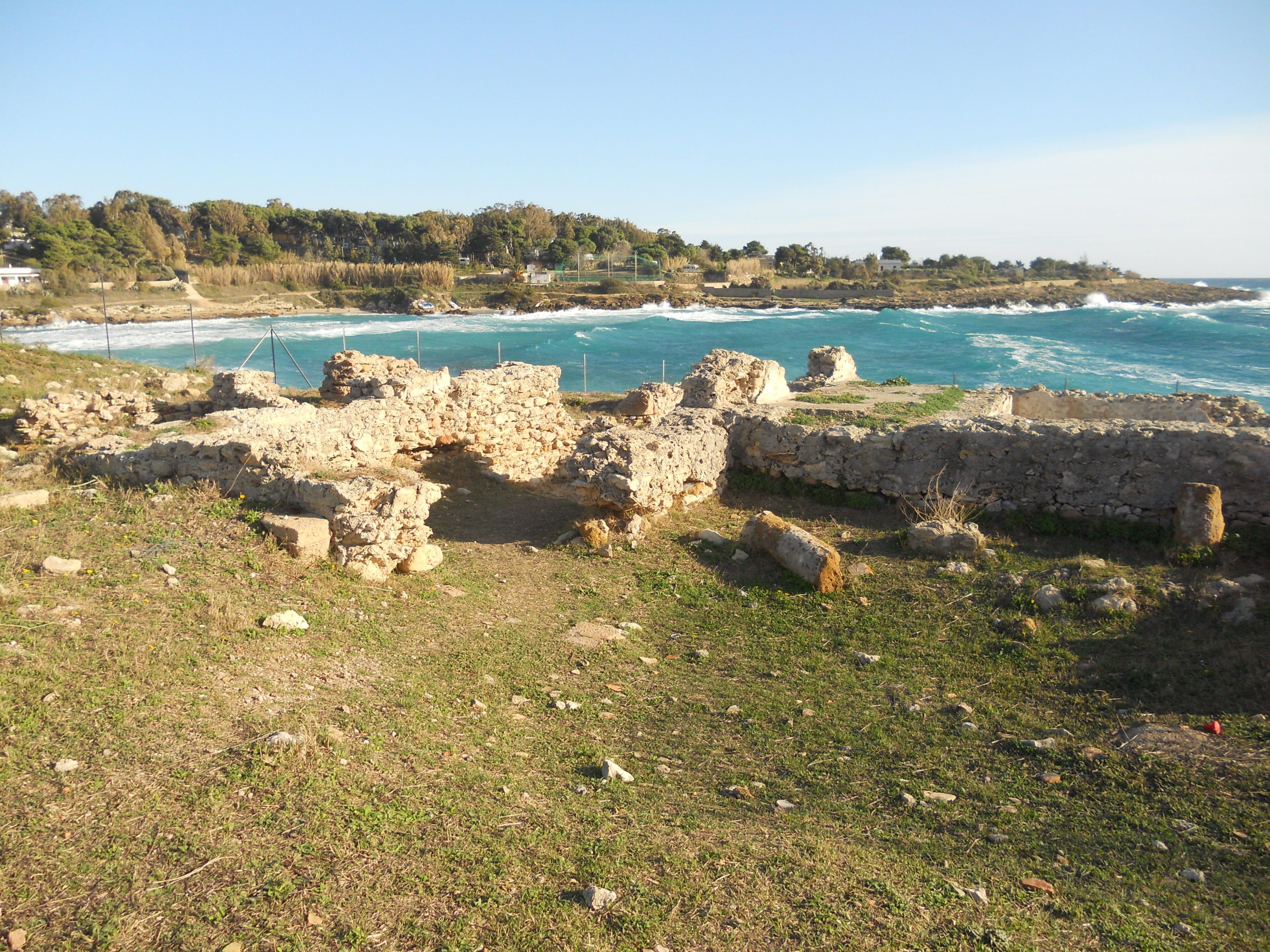
Villa romana - Pars urbana - Resti degli ambienti di servizio
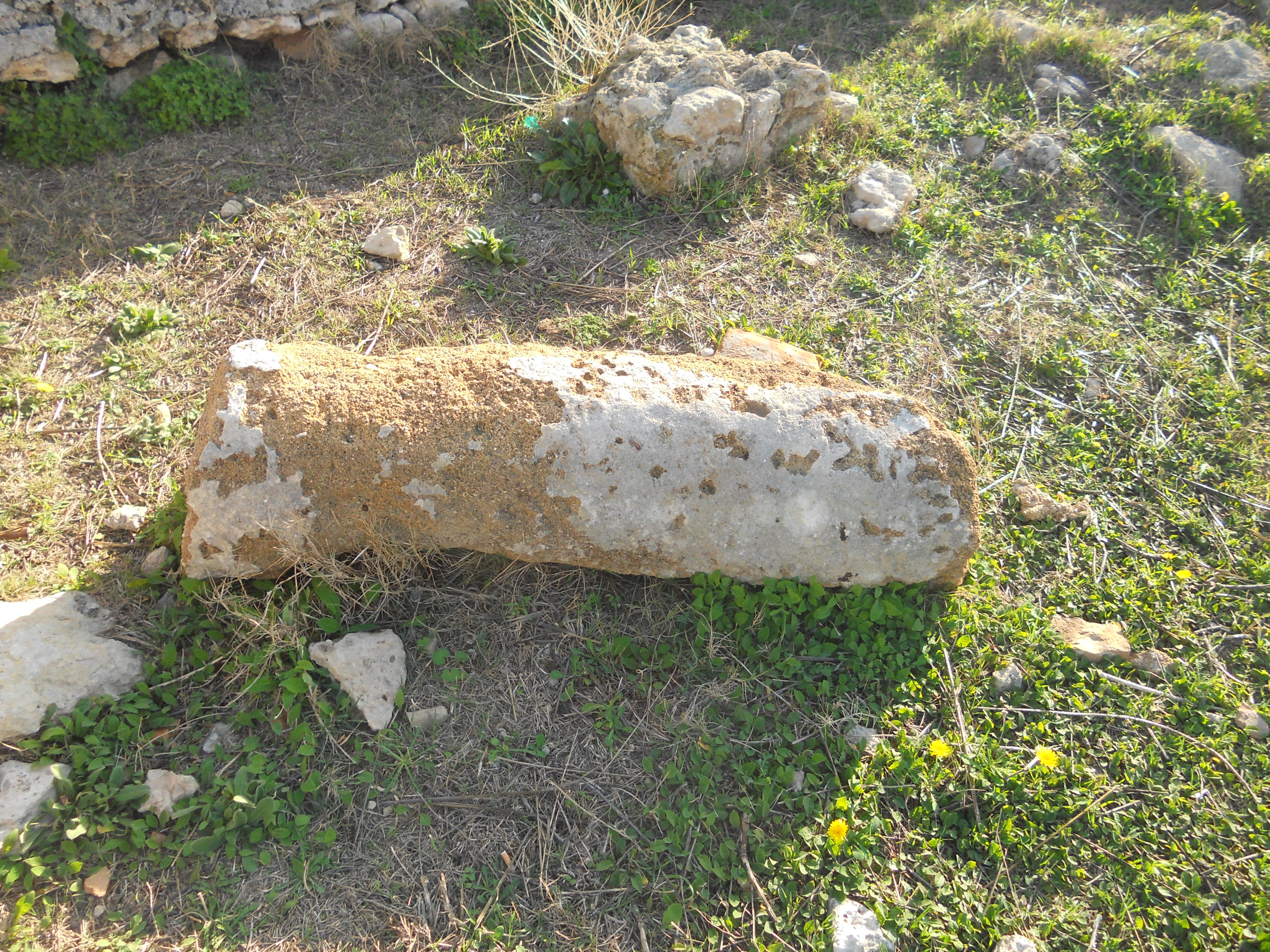
Villa romana - Pars urbana - Resti di una colonna
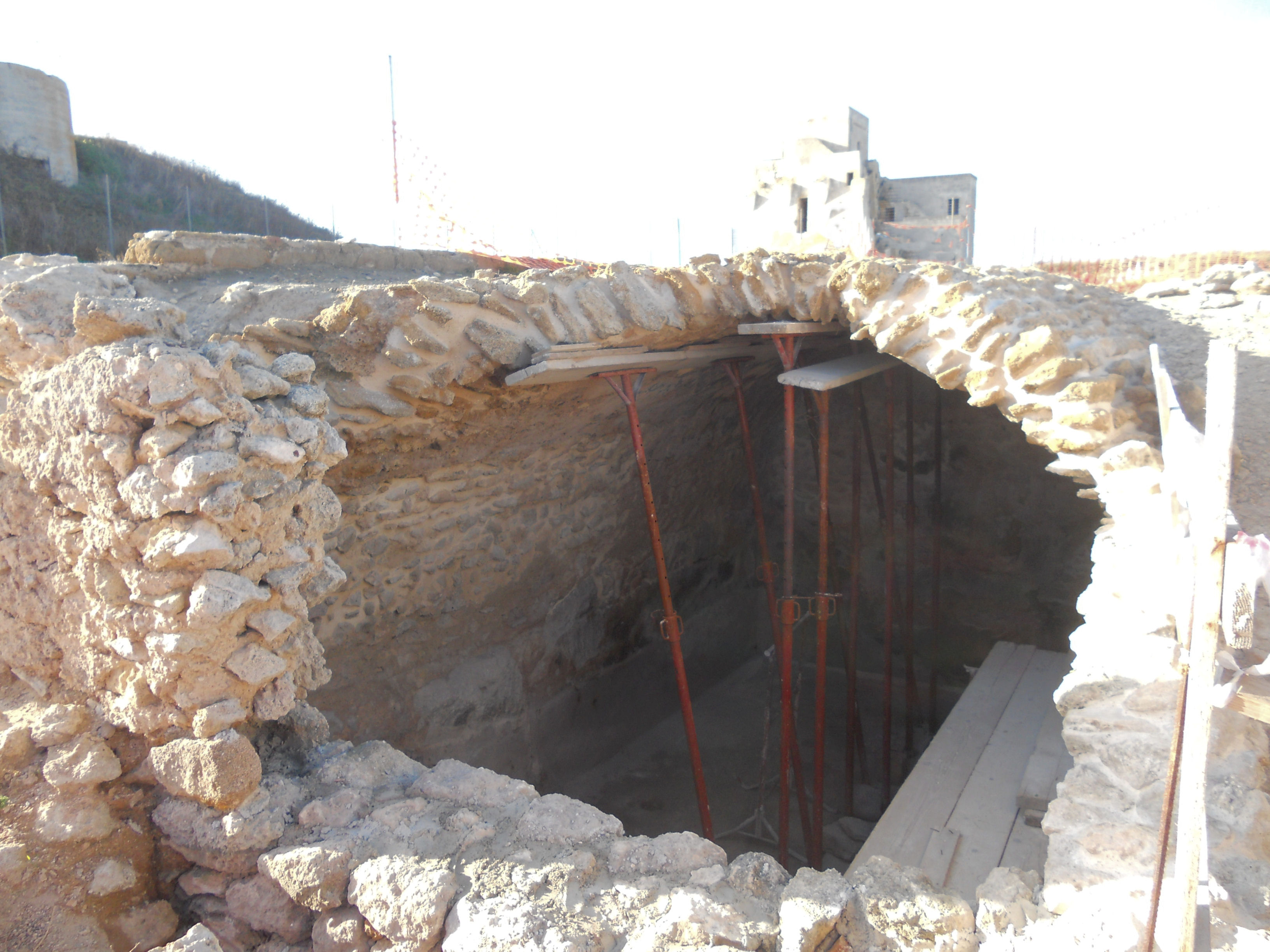
Villa romana - Pars urbana - Resti della cisterna con la volta a botte
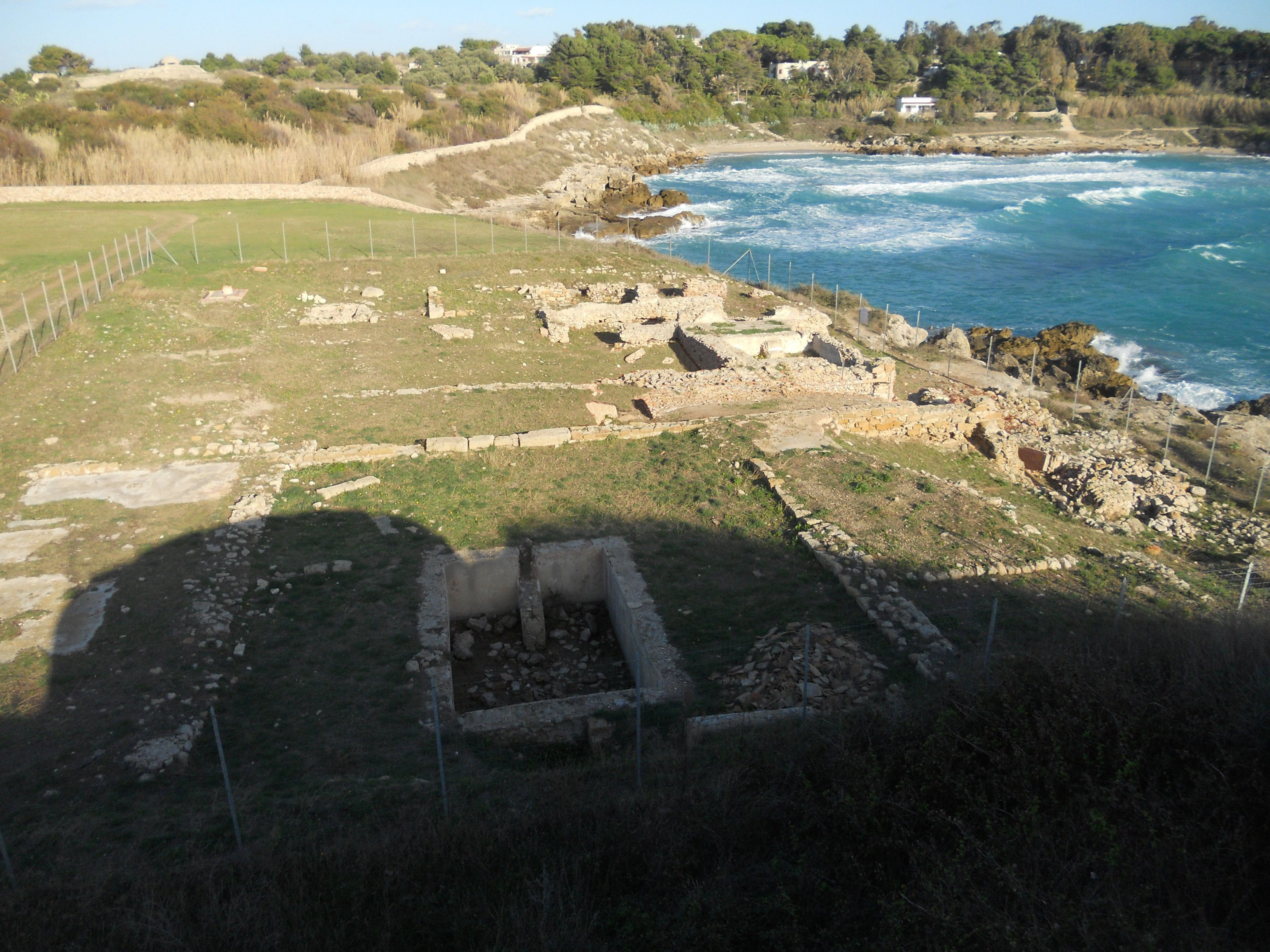
Villa romana - Pars urbana - Vista dall'alto
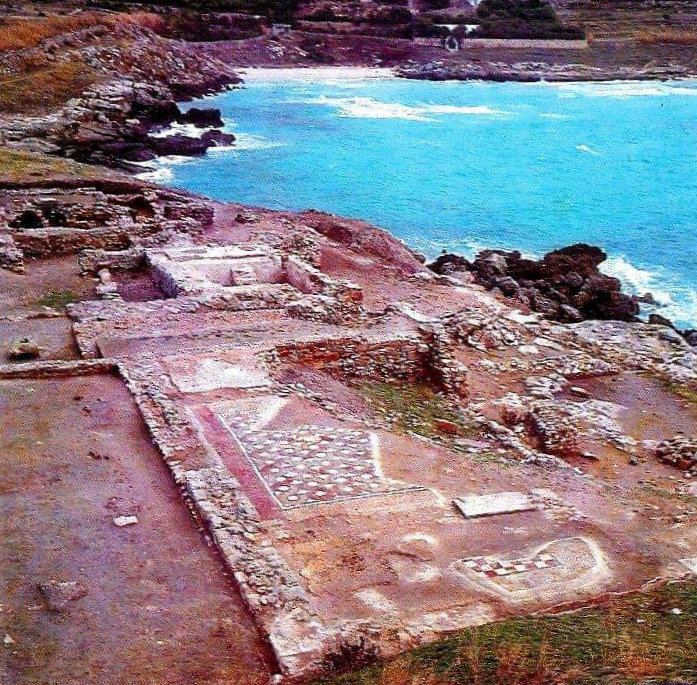
Pavimento a mosaico nella pars urbana
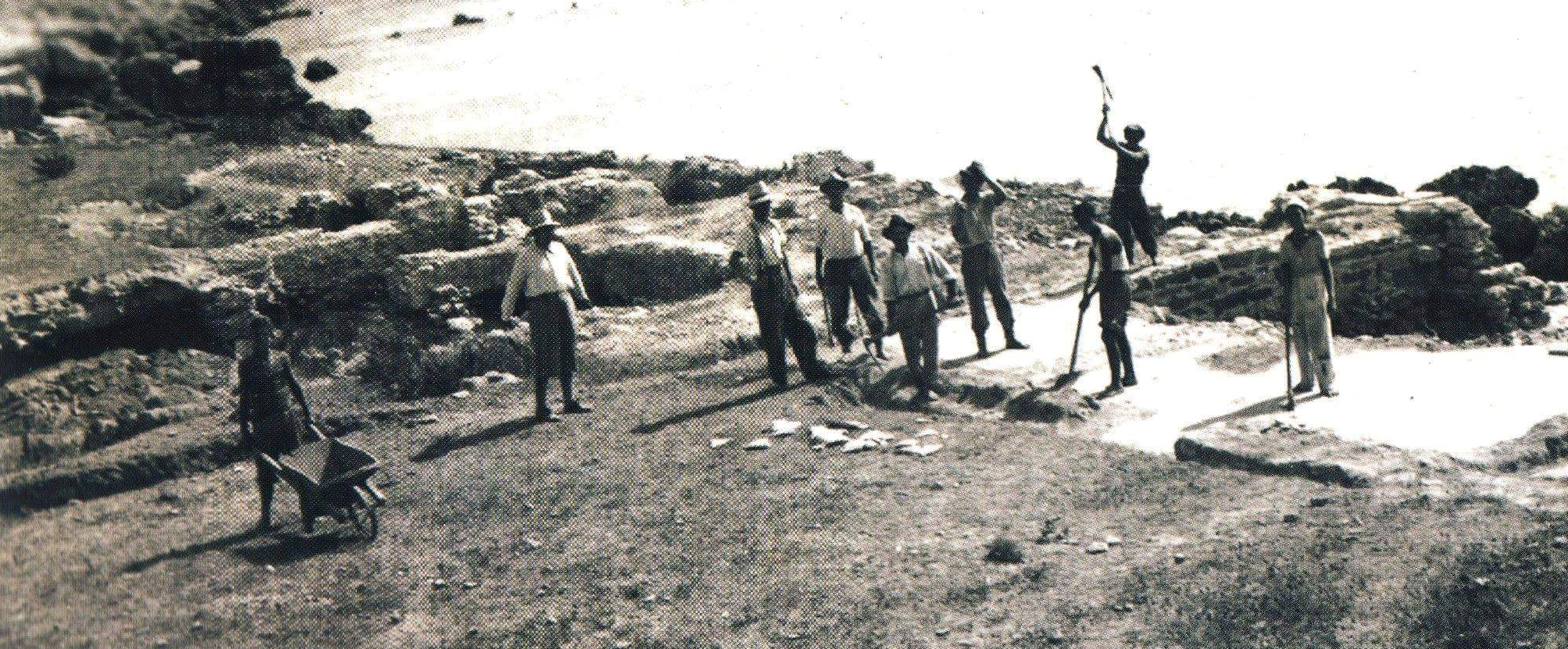
Scavi nella pars urbana
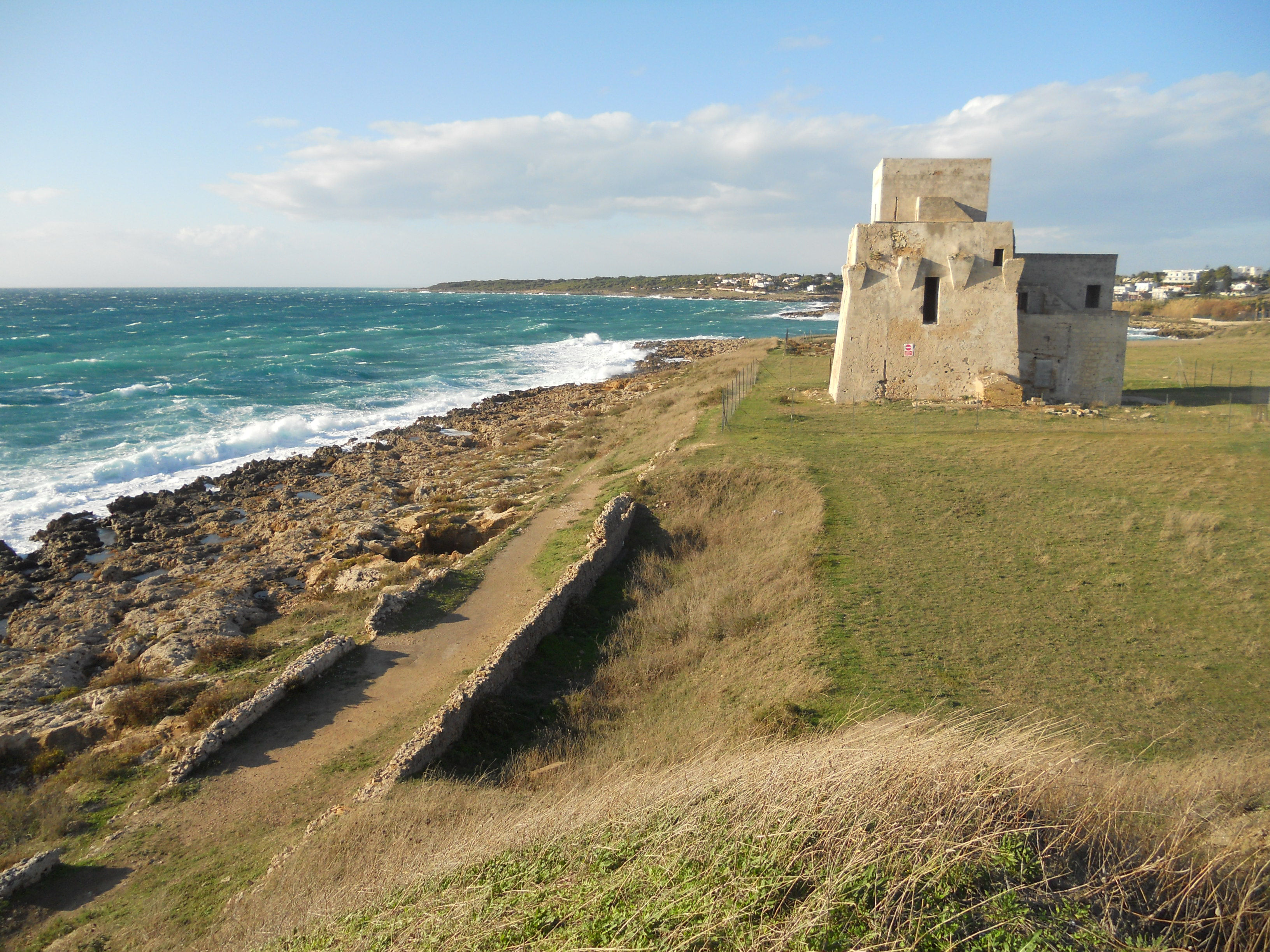
Villa romana - Resti del porticato che congiungeva le grandi terme (nascoste dalla torretta) e la pars urbana (sulla destra)
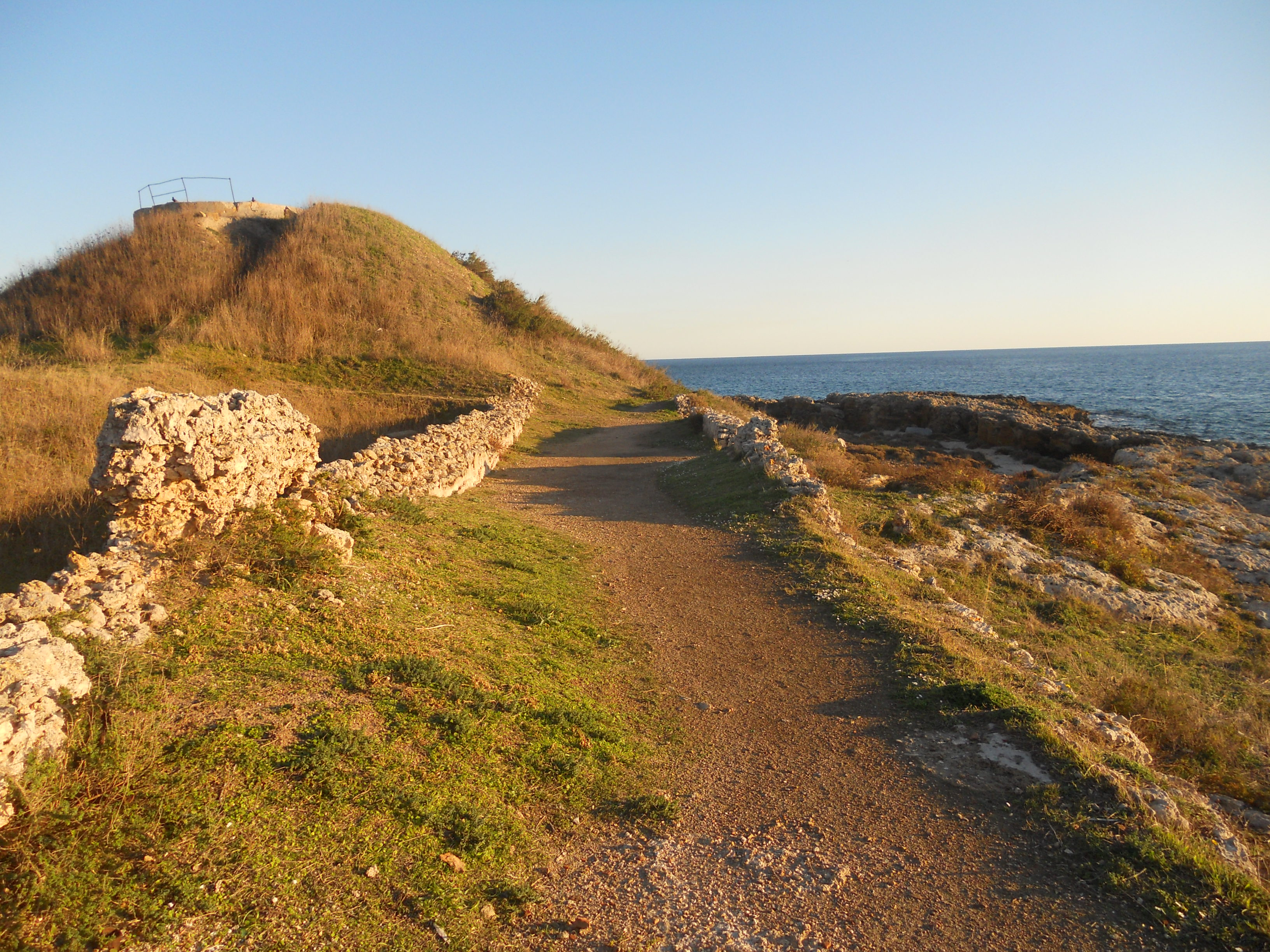
Villa romana - Resti del porticato che congiungeva le grandi terme e la pars urbana
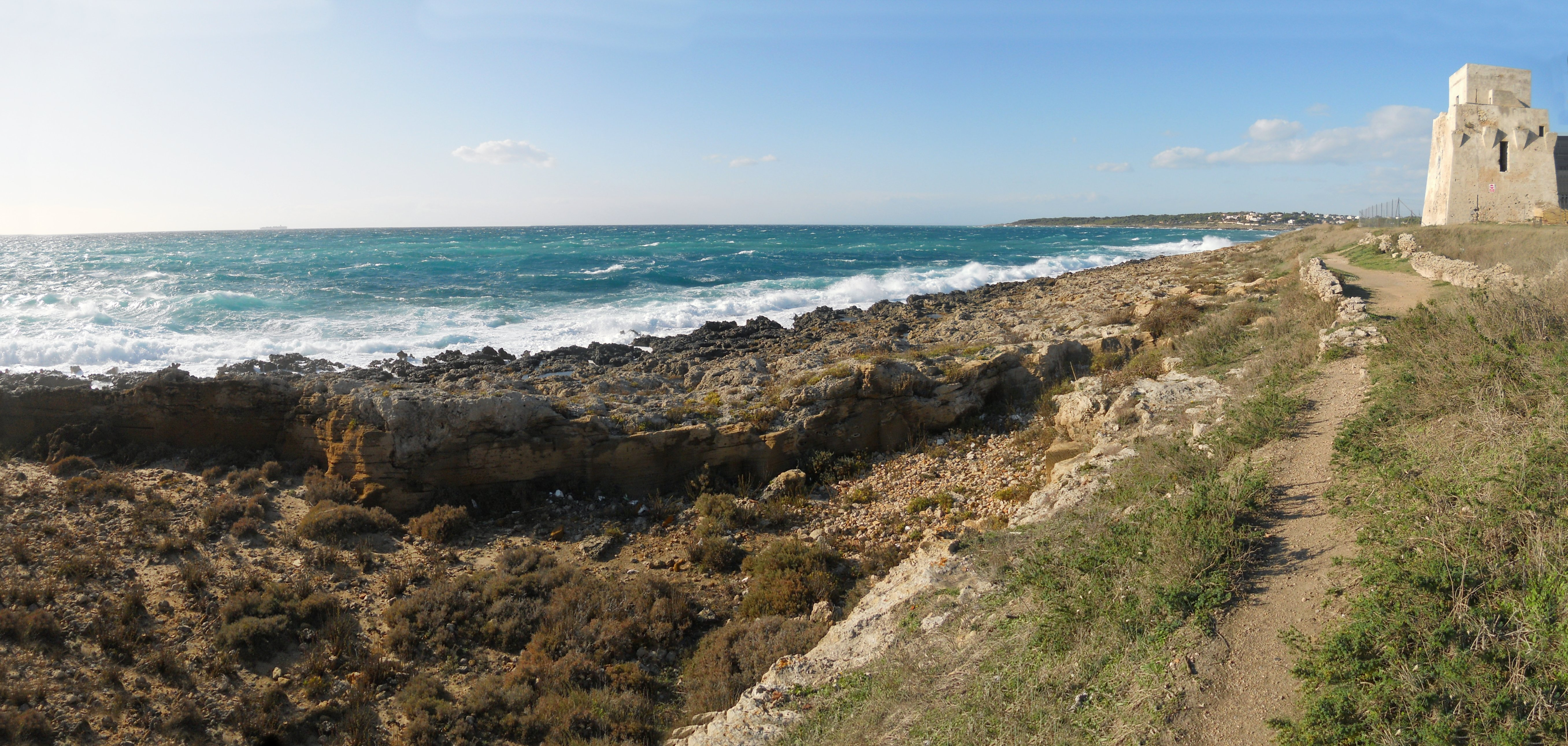
Villa romana - Vecchie cave per il materiale di costruzione della villa con torre spagnola

### Villa romana del III secolo - Grandi terme

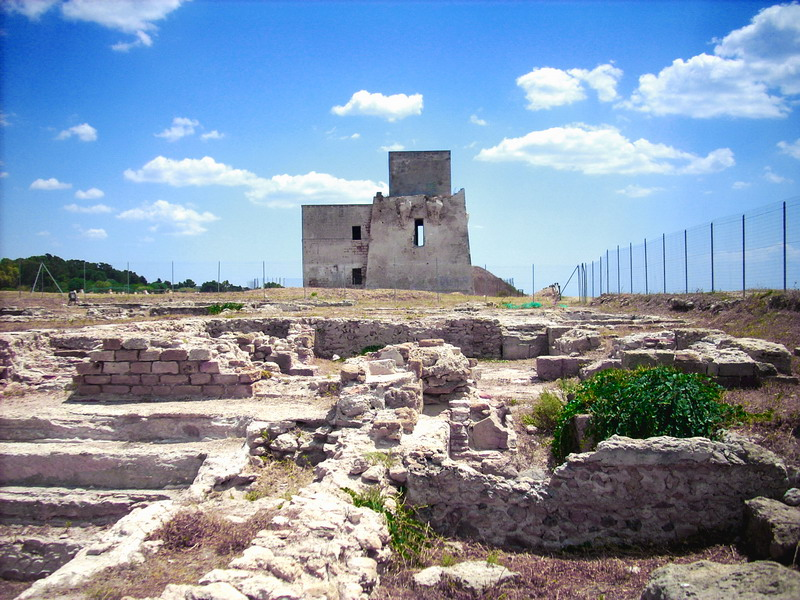
La torre e le grandi terme
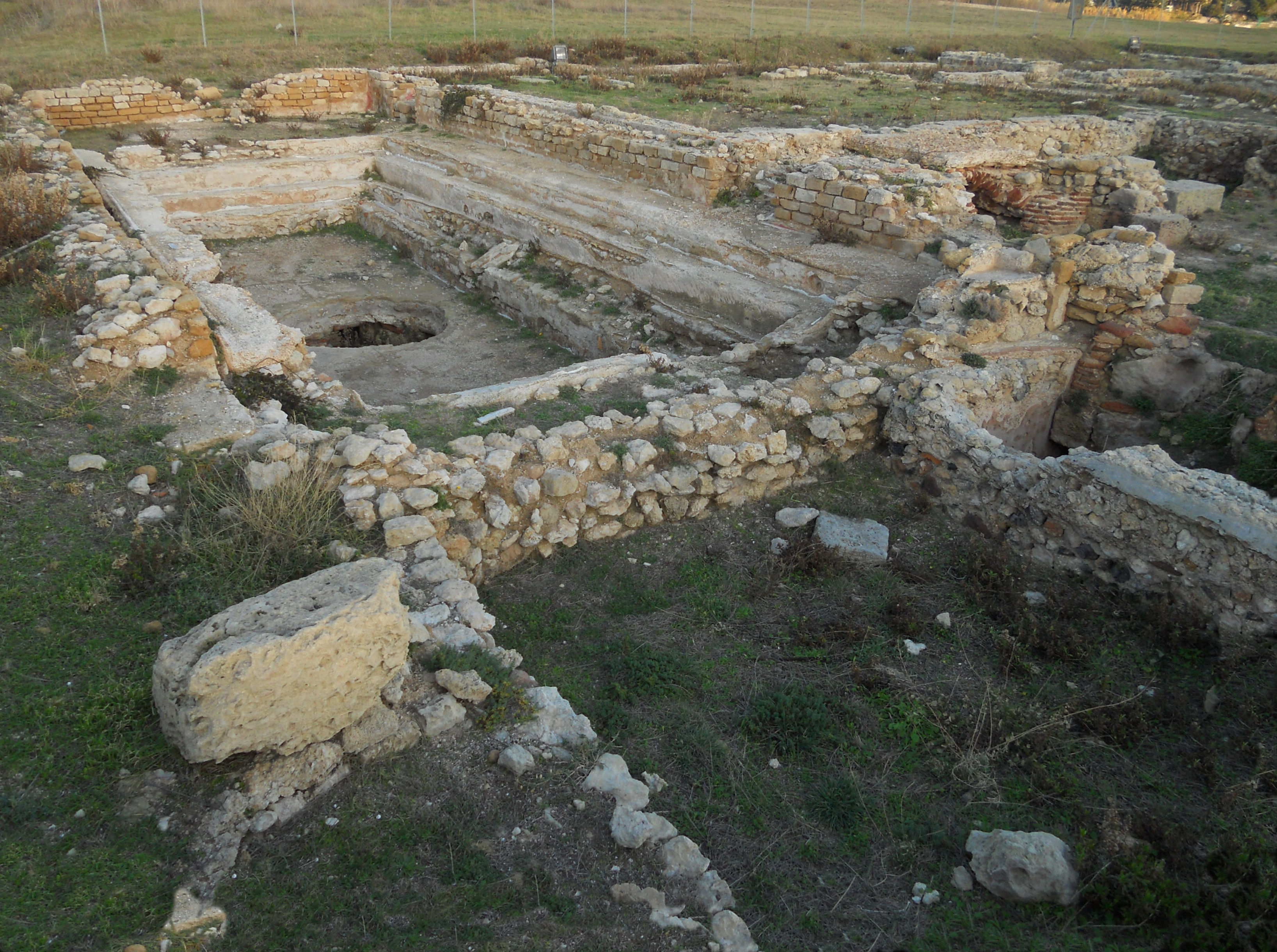
Villa romana - Grandi terme - Resti della grande vasca: "natatio"
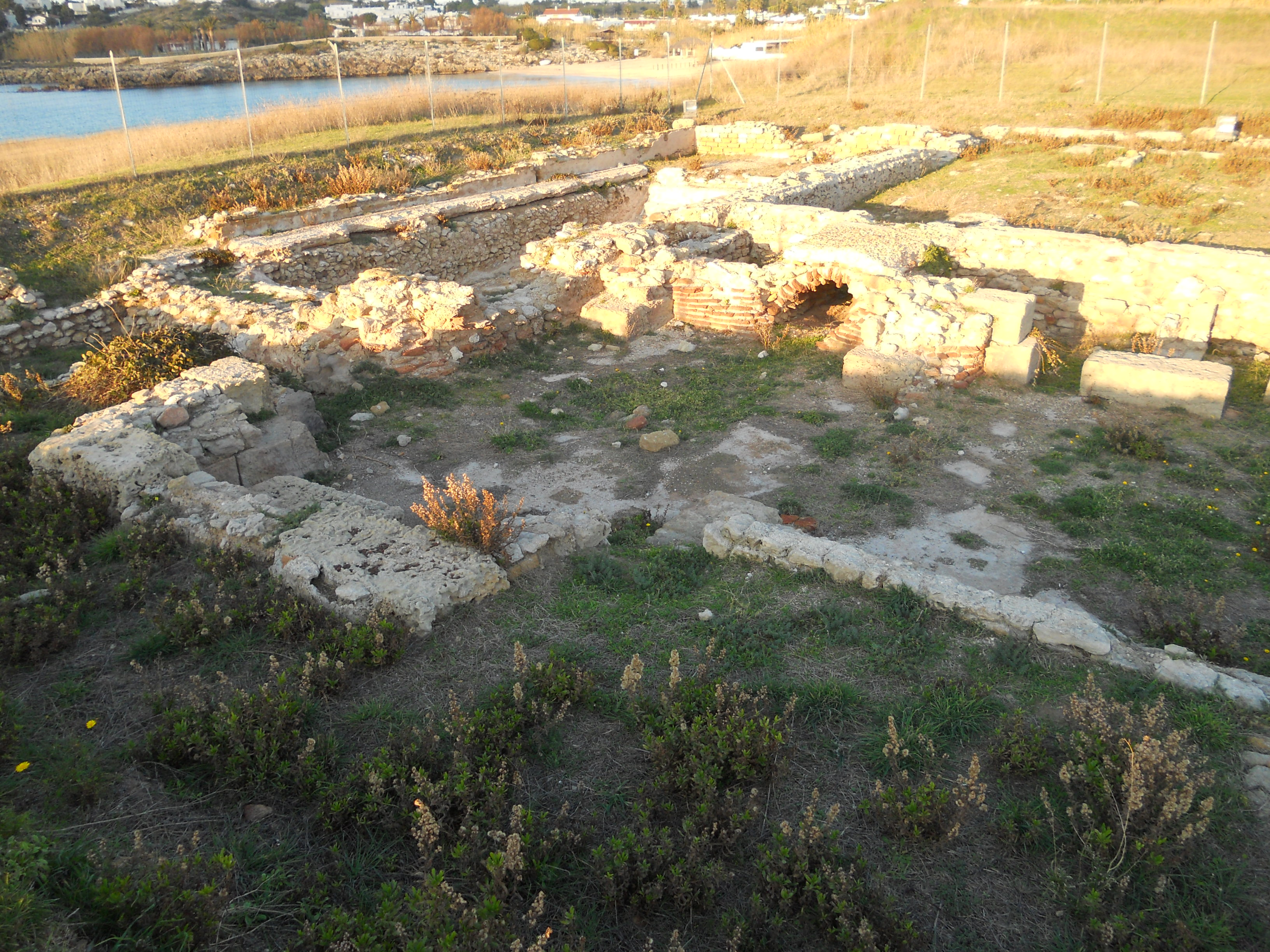
Villa romana - Grandi terme - Resti delle terme: "tepidarium"
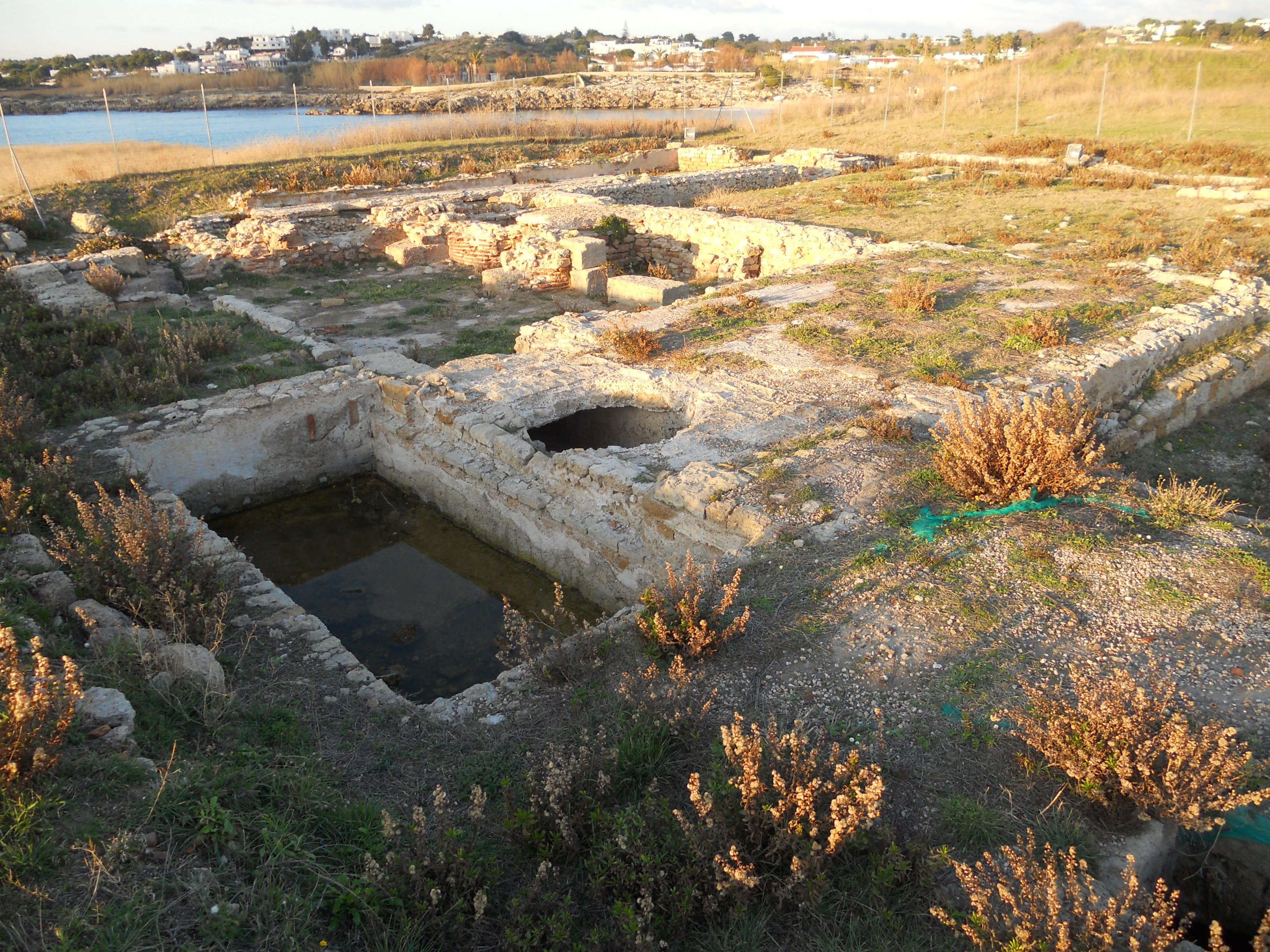
Villa romana - Grandi terme - Resti delle terme: "tepidarium"
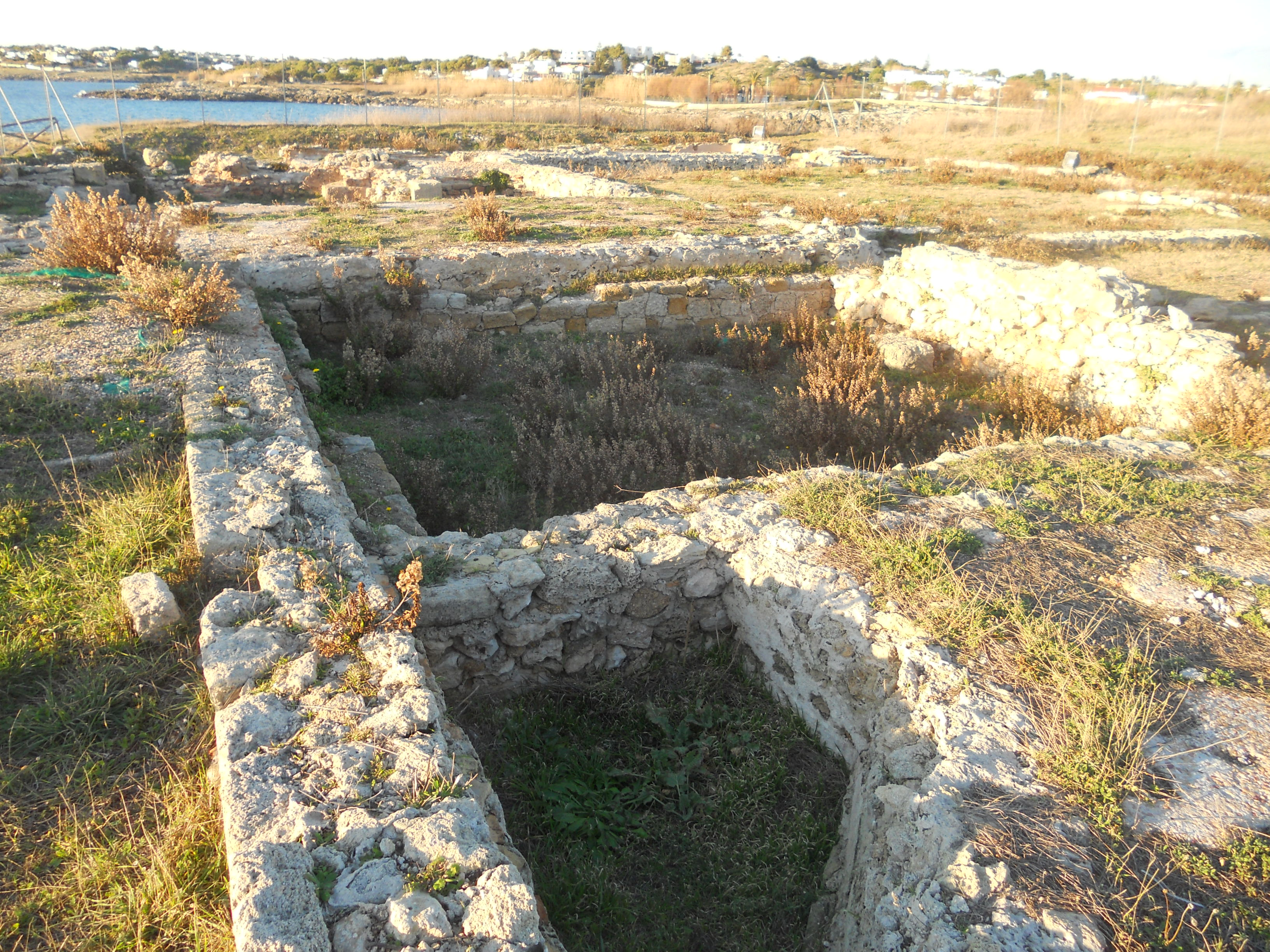
Villa romana - Grandi terme - Resti delle terme: "tepidarium"
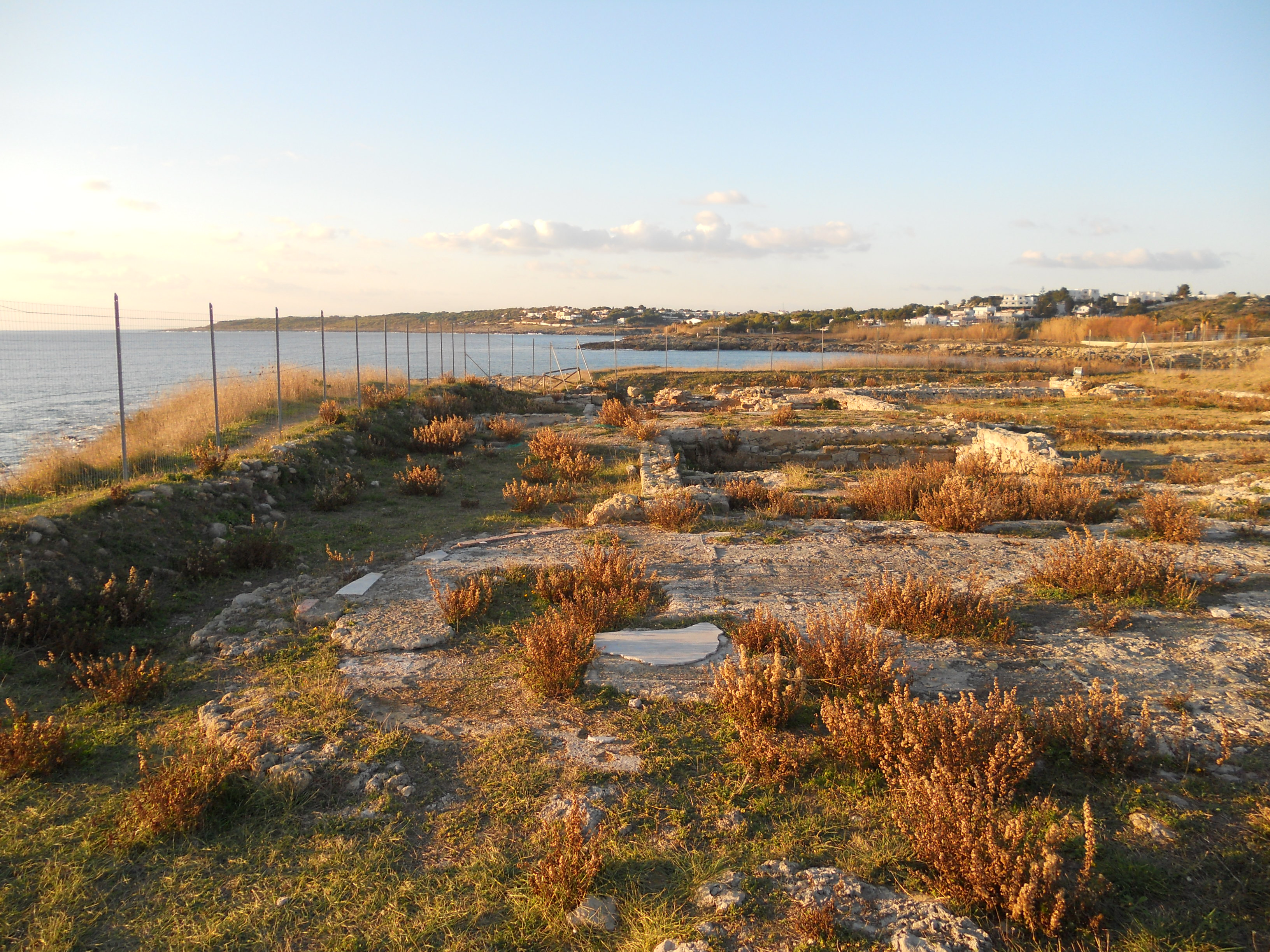
Villa romana - Grandi terme - Resti del triabsidato: "dietae"
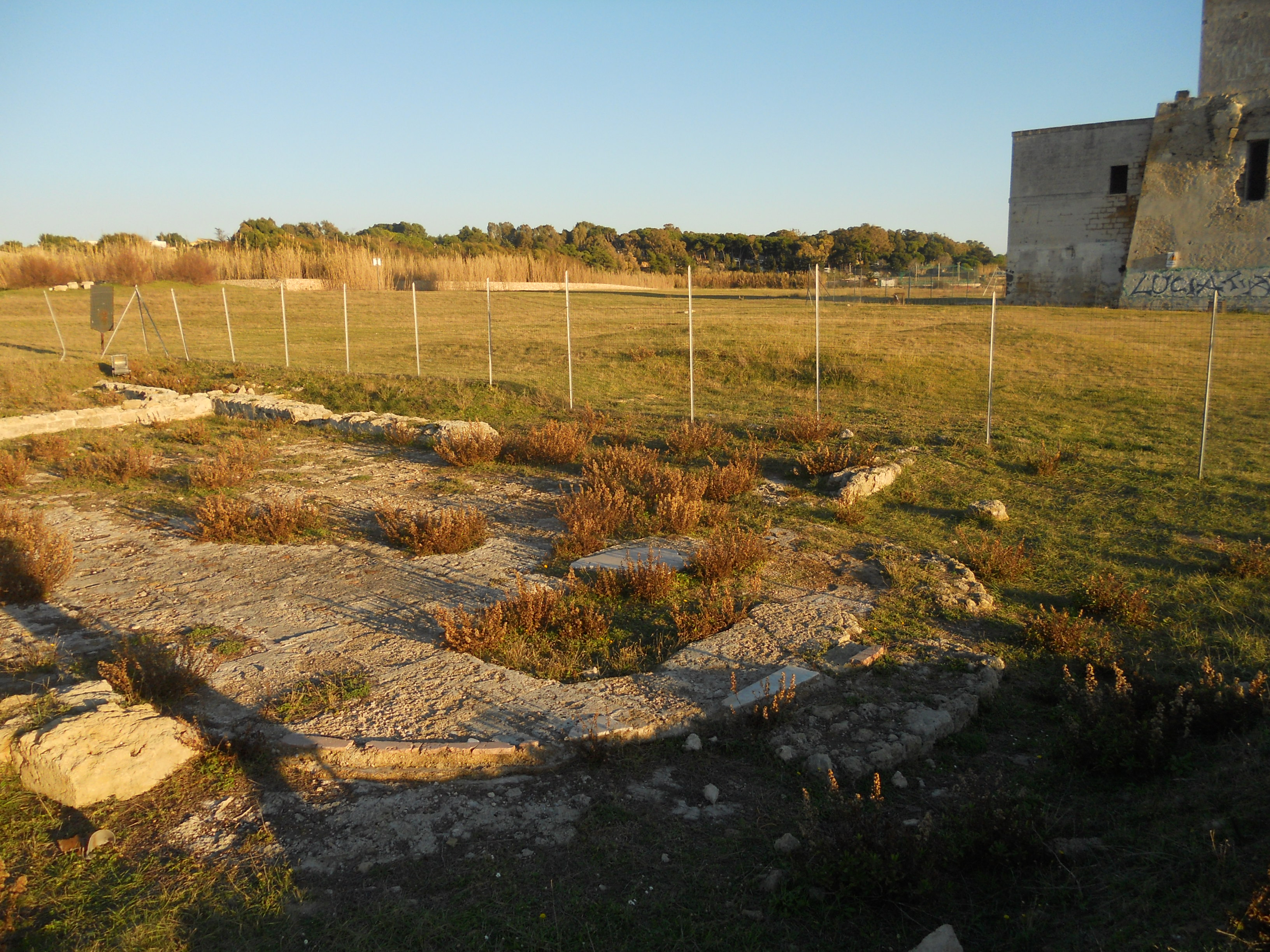
Villa romana - Grandi terme - Resti del triabsidato: "dietae"
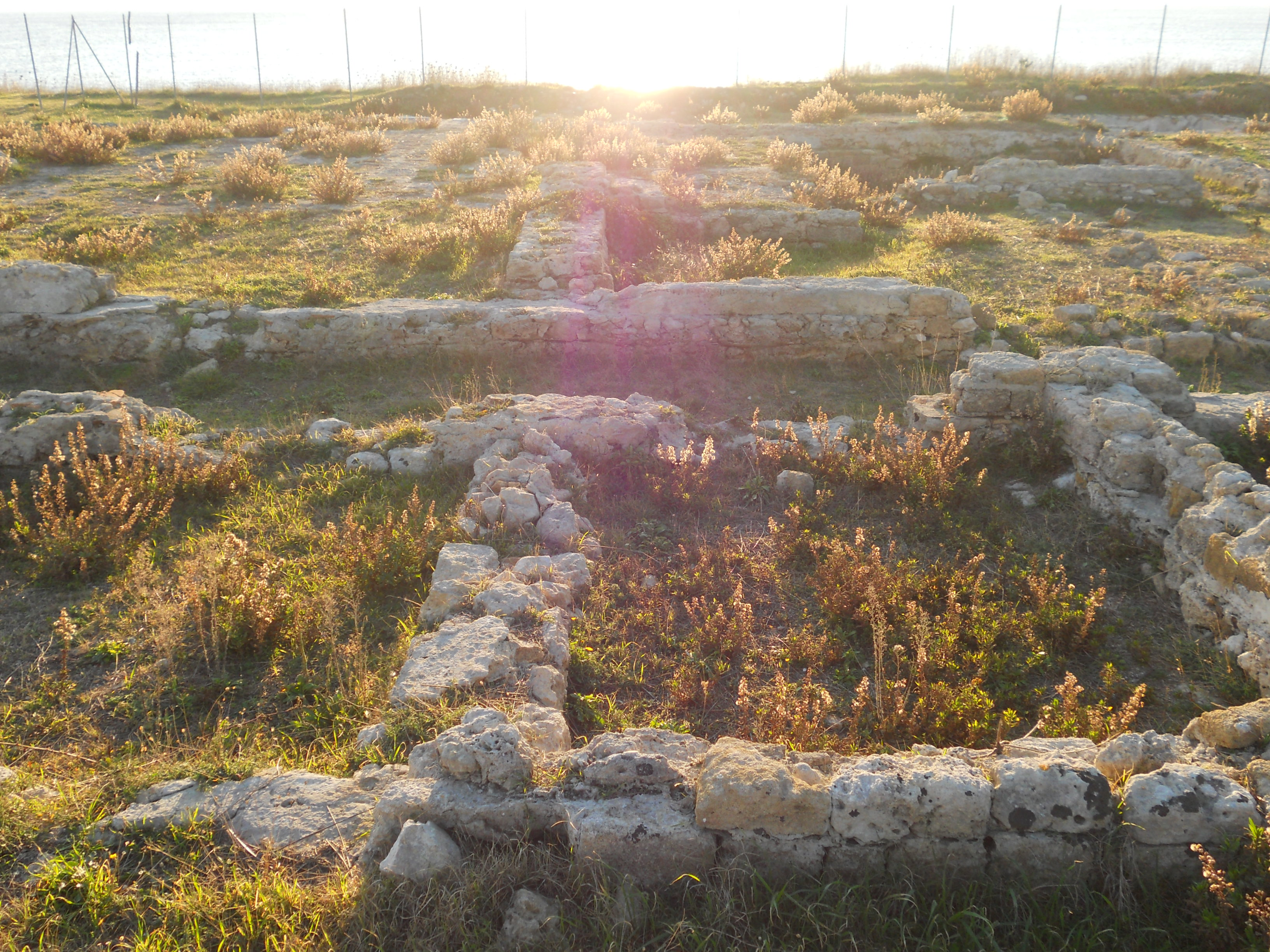
Villa romana - Grandi terme - Resti degli spogliatoi: "apodyteria"
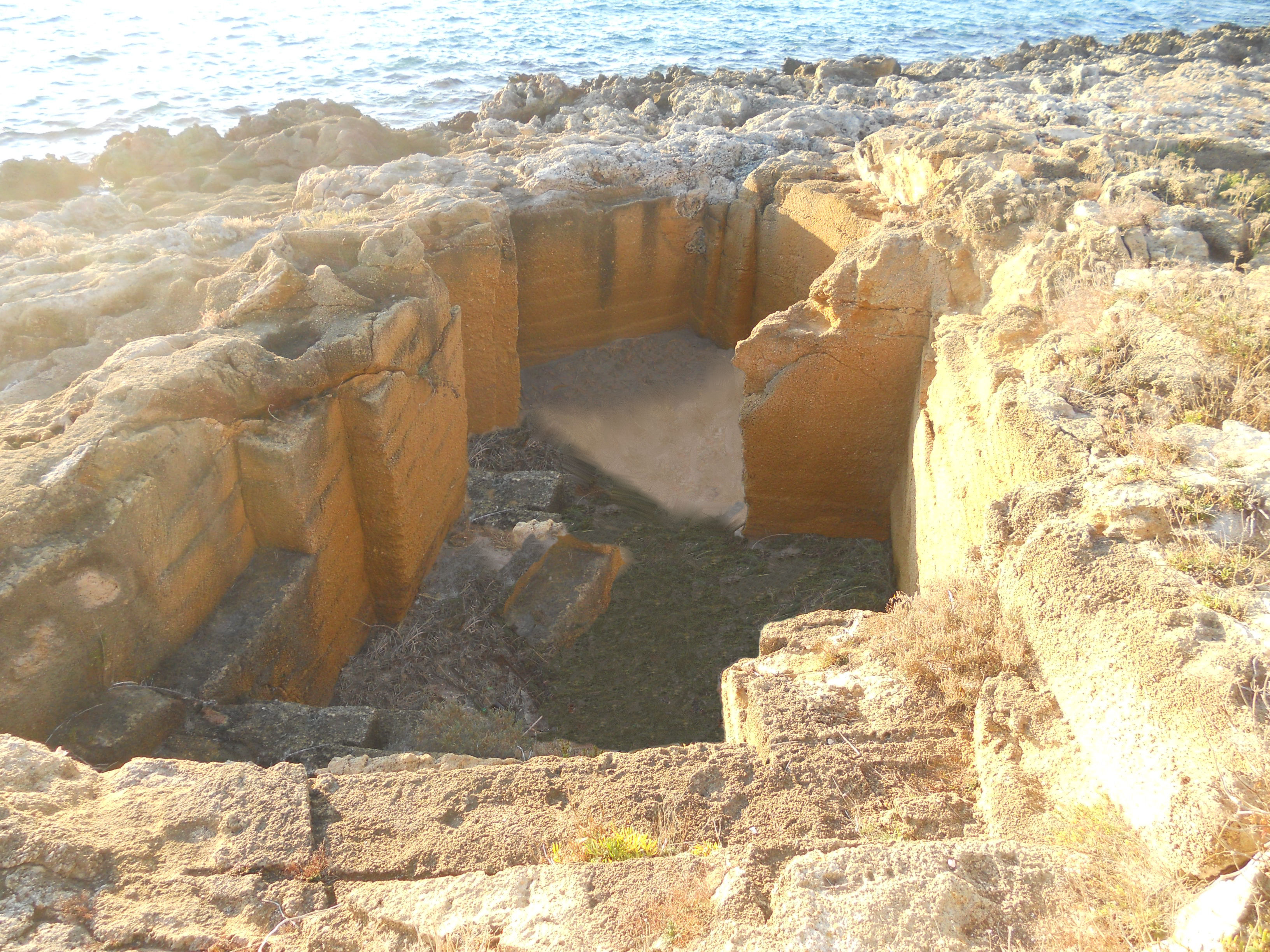
Villa romana - Vecchie cave per il materiale di costruzione della villa
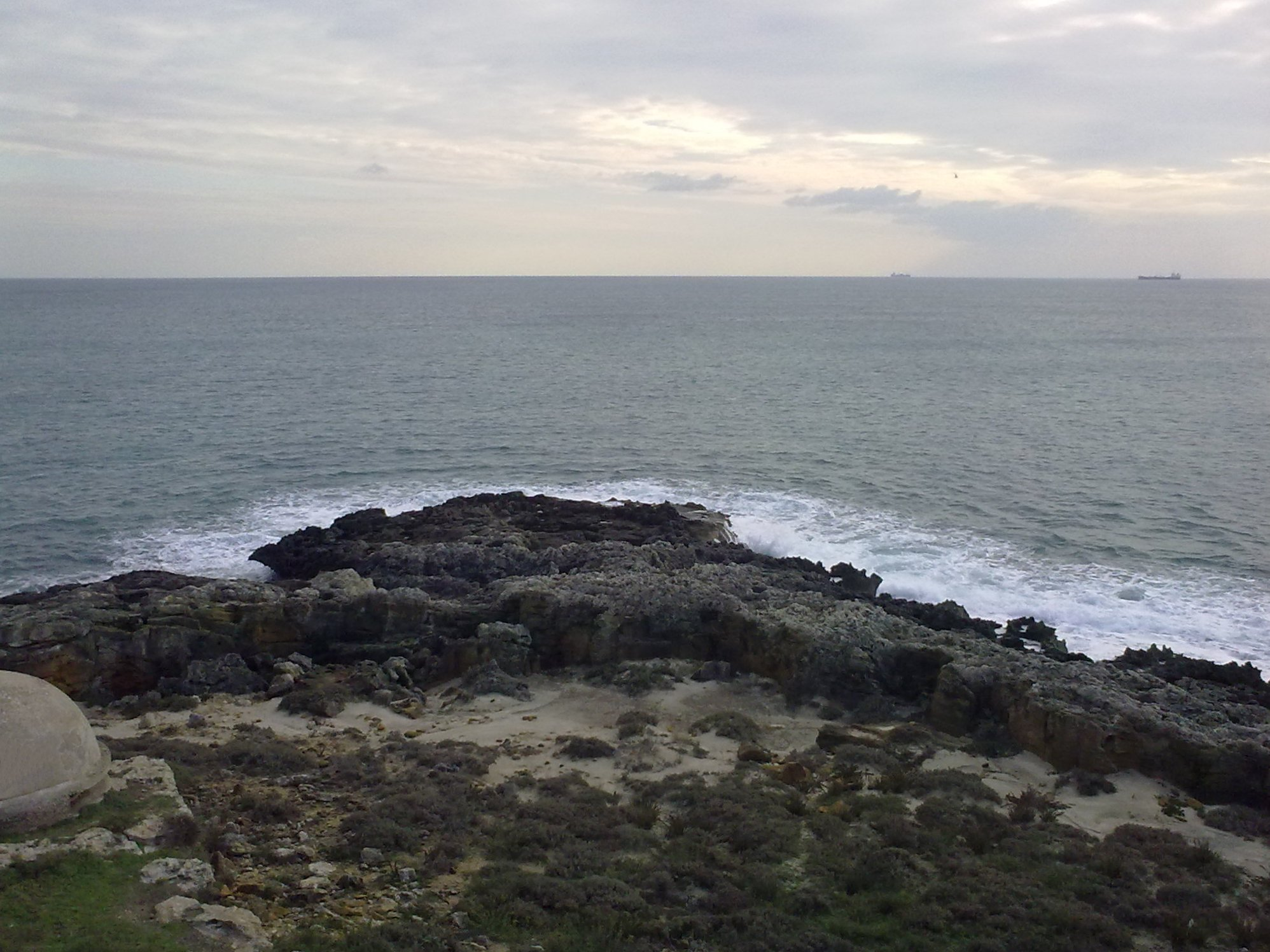
Villa romana - Vecchie cave per il materiale di costruzione della villa
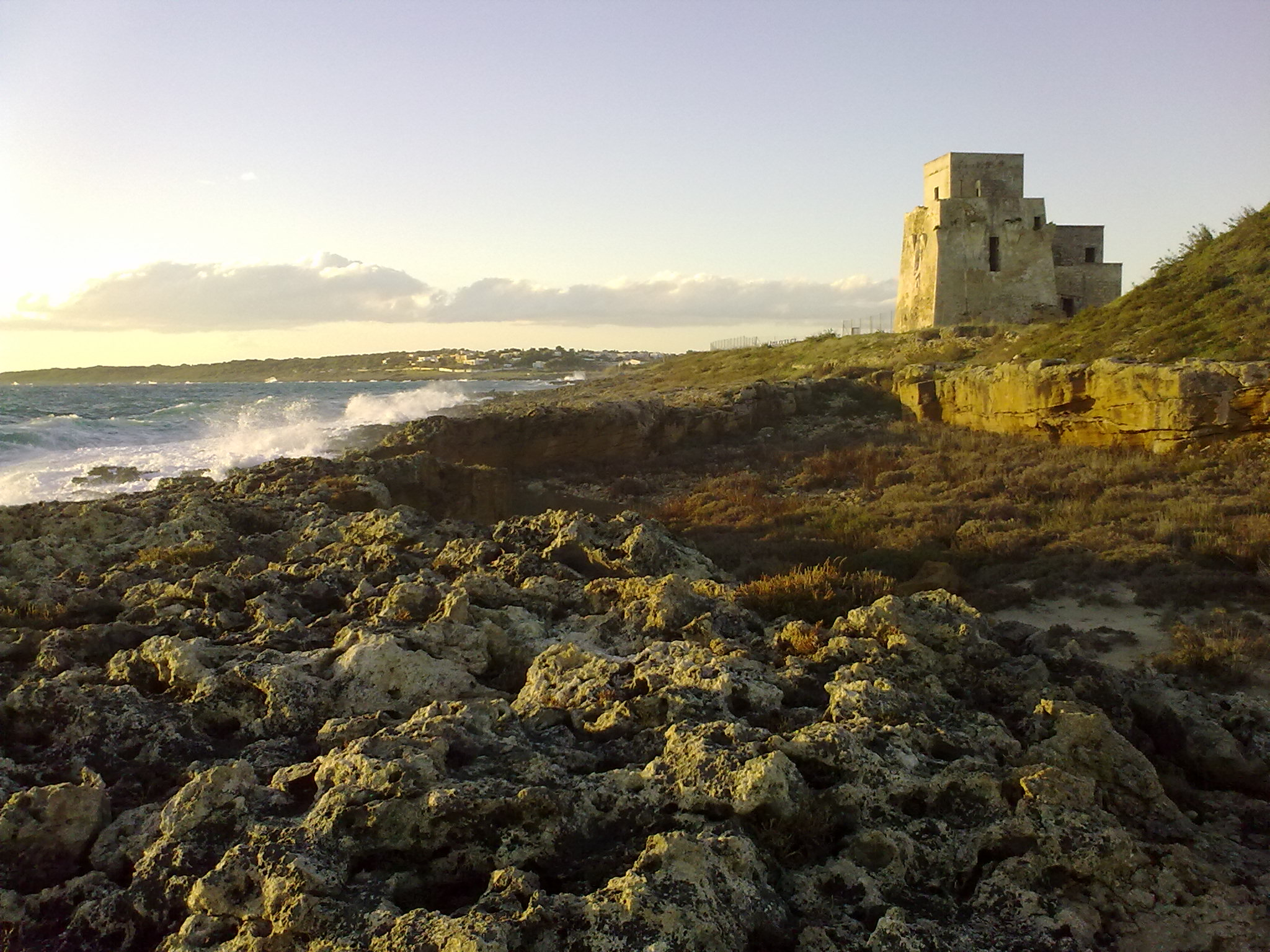
Villa romana - Vecchie cave per il materiale di costruzione della villa con torre spagnola
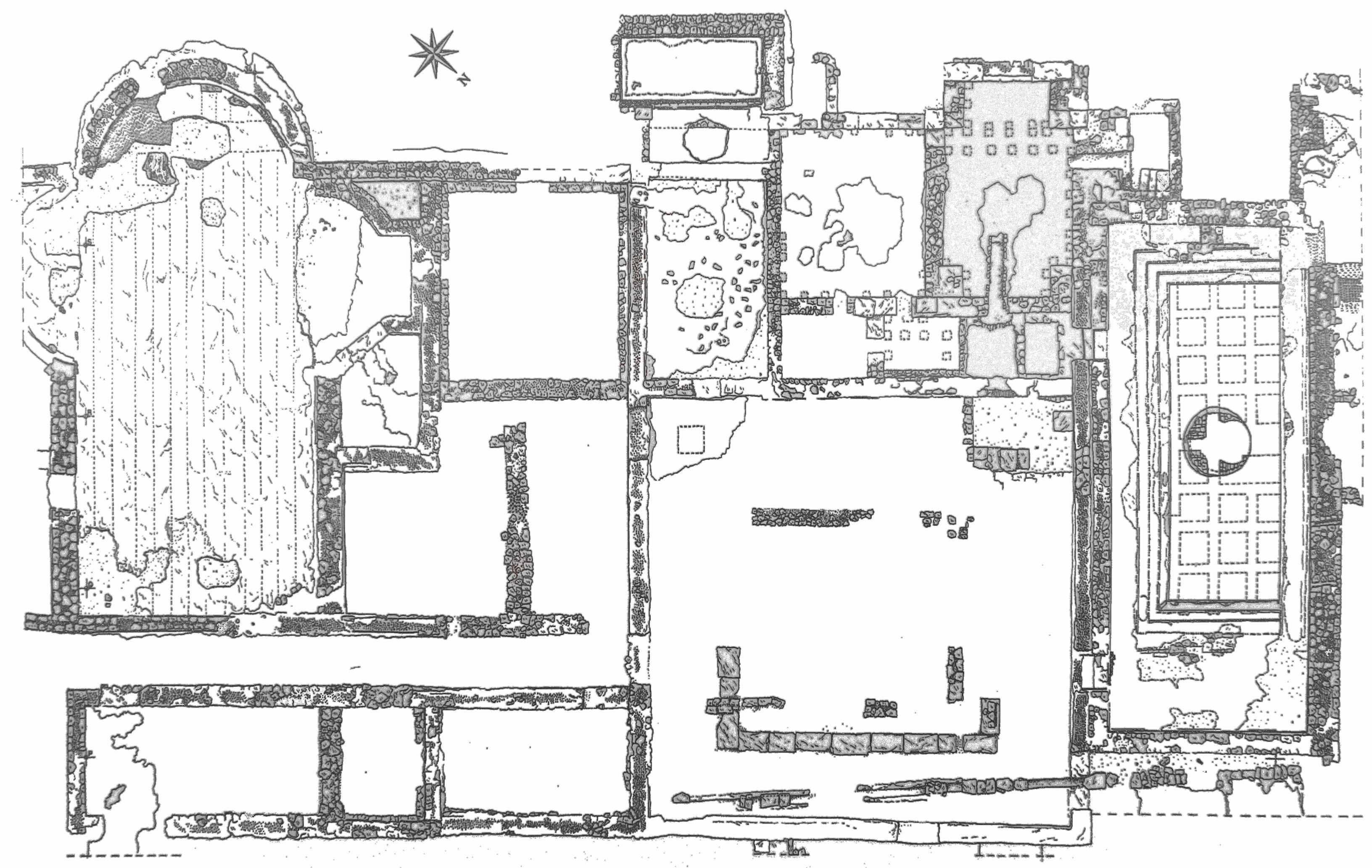
Villa romana - Grandi terme - Piantina dell'impianto termale
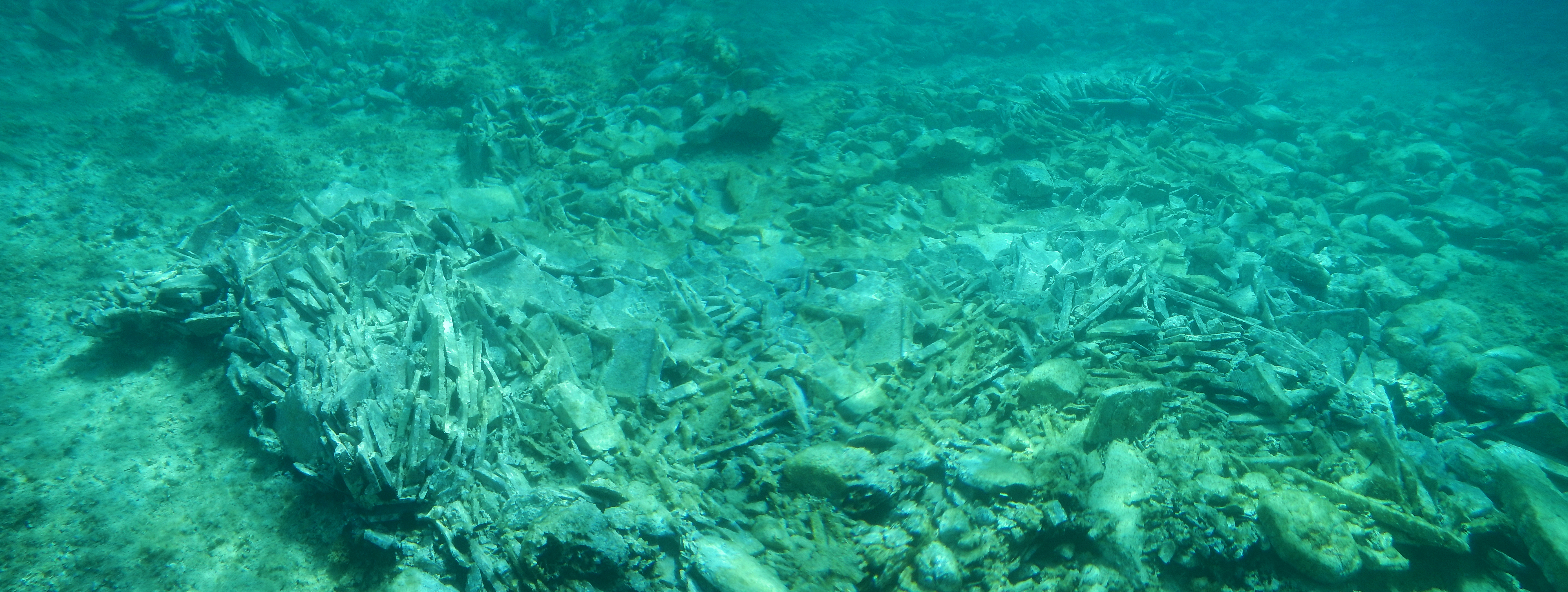
Molo romano sommerso del porto di Saturo

### Cisterna romana del II secolo

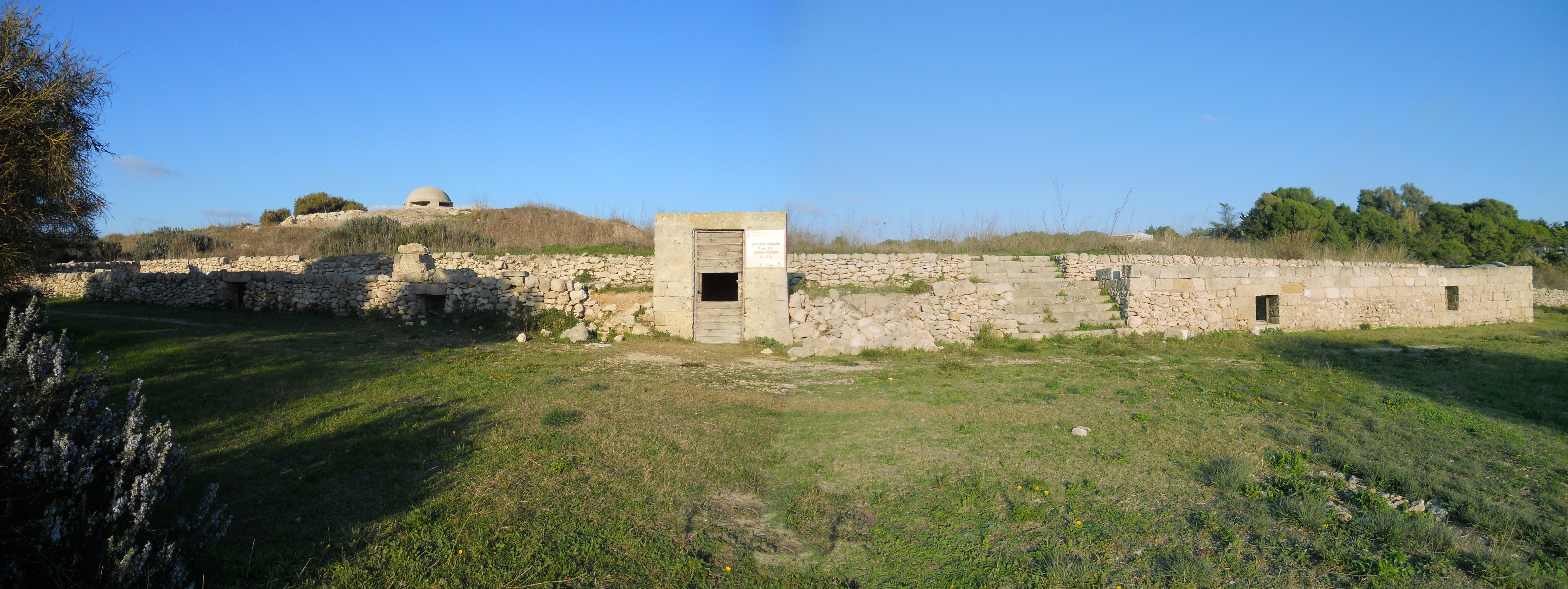
Cisterna romana - Vista panoramica con ingresso al I segmento della cisterna
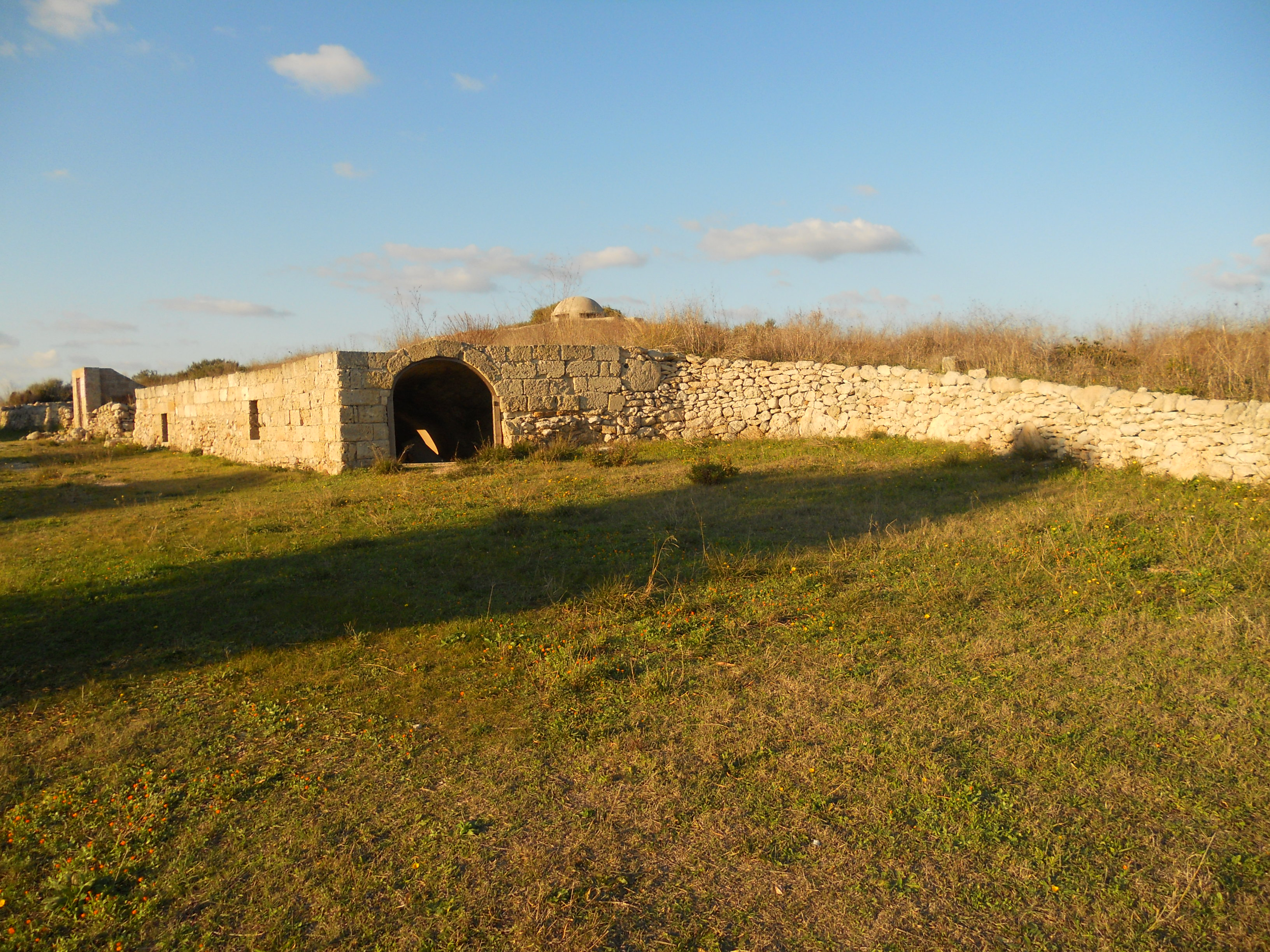
Cisterna romana - Ingresso al II segmento della cisterna
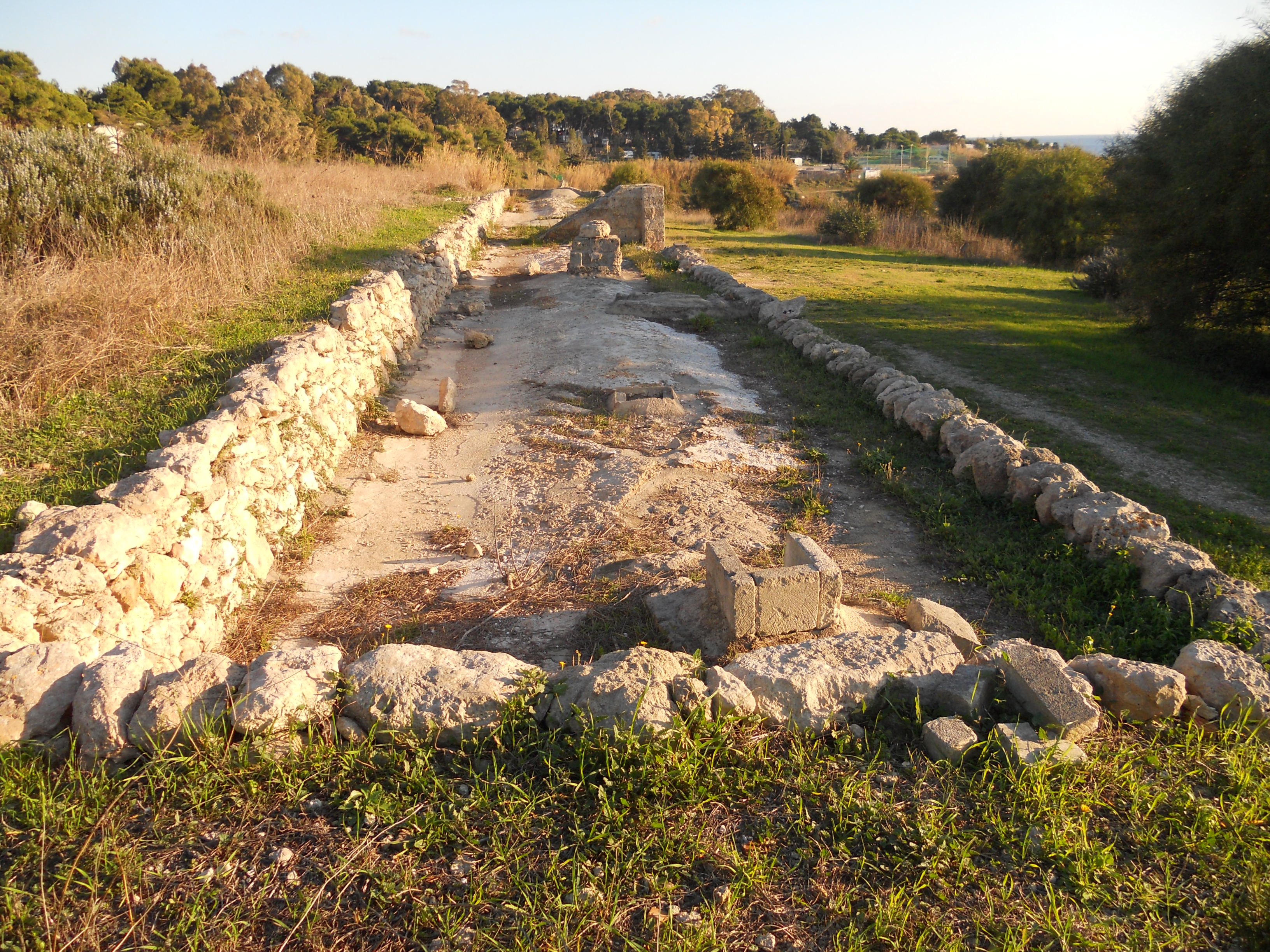
Cisterna romana - Tetto della volta del I segmento della cisterna
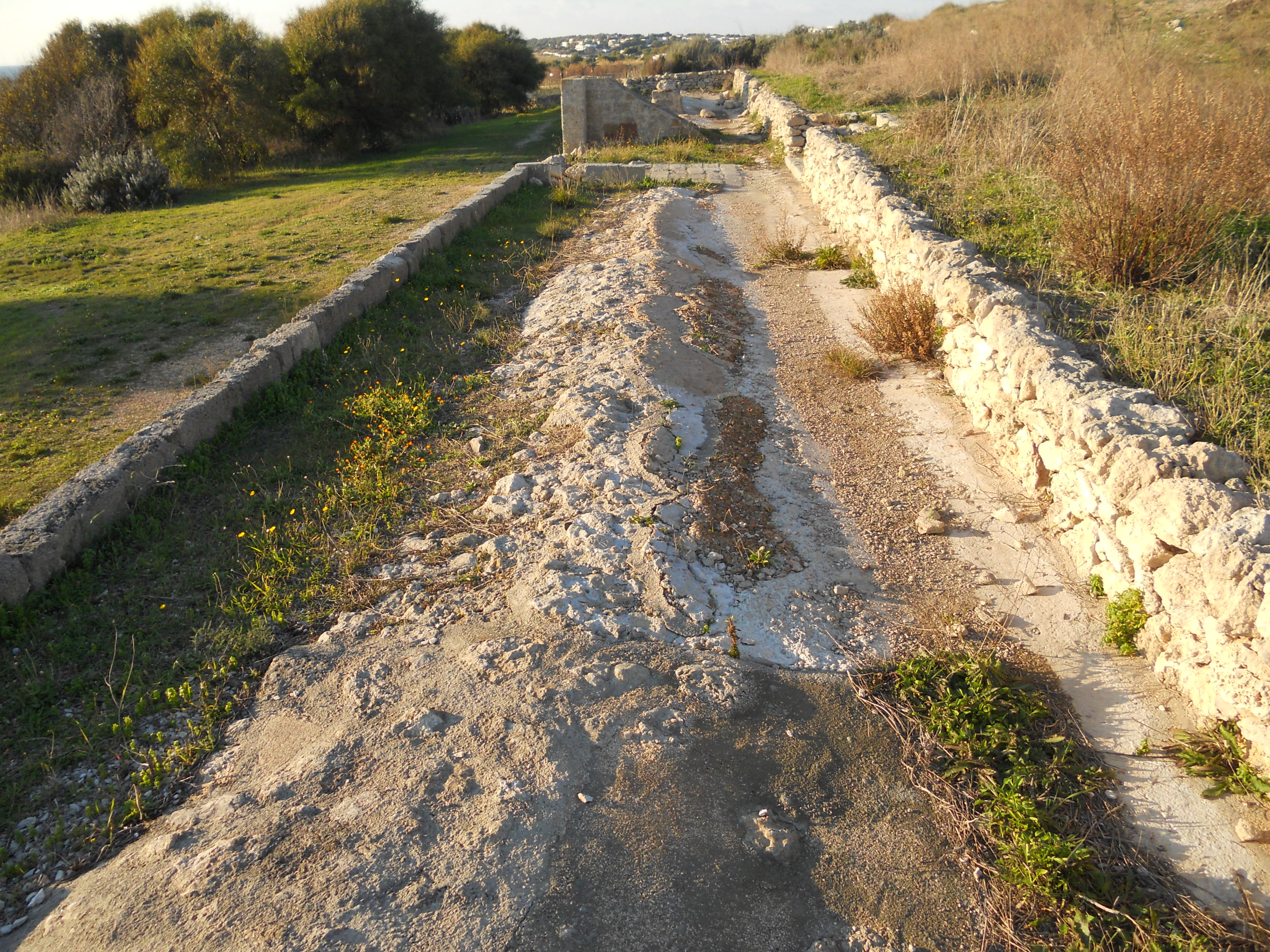
Cisterna romana - Tetto della volta del II segmento della cisterna
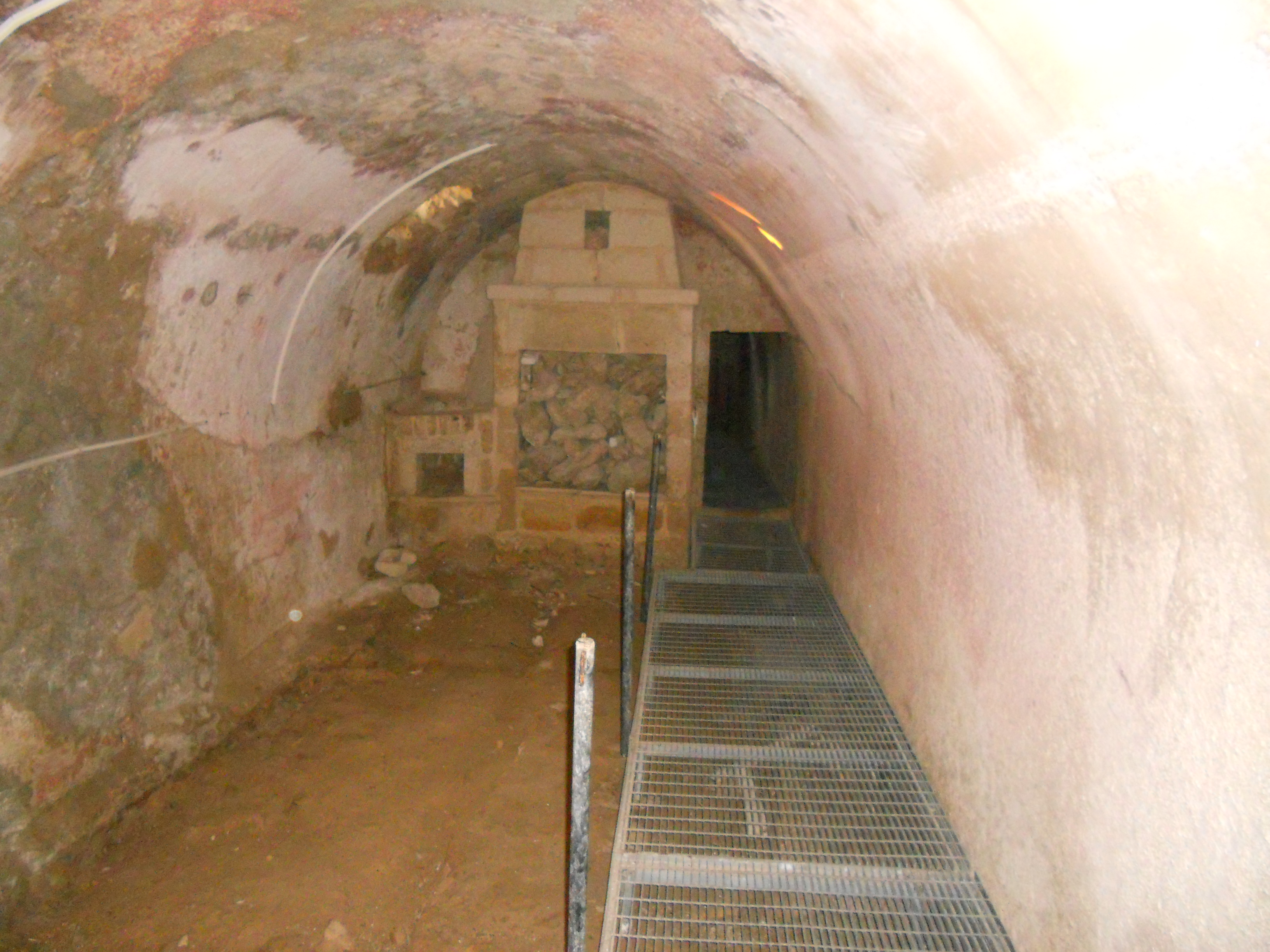
Cisterna romana - Interno del I segmento

### Acropoli (villaggio indigeno del XVIII-VIII sec. a.C. e santuario greco del VII-IV sec. a.C.)

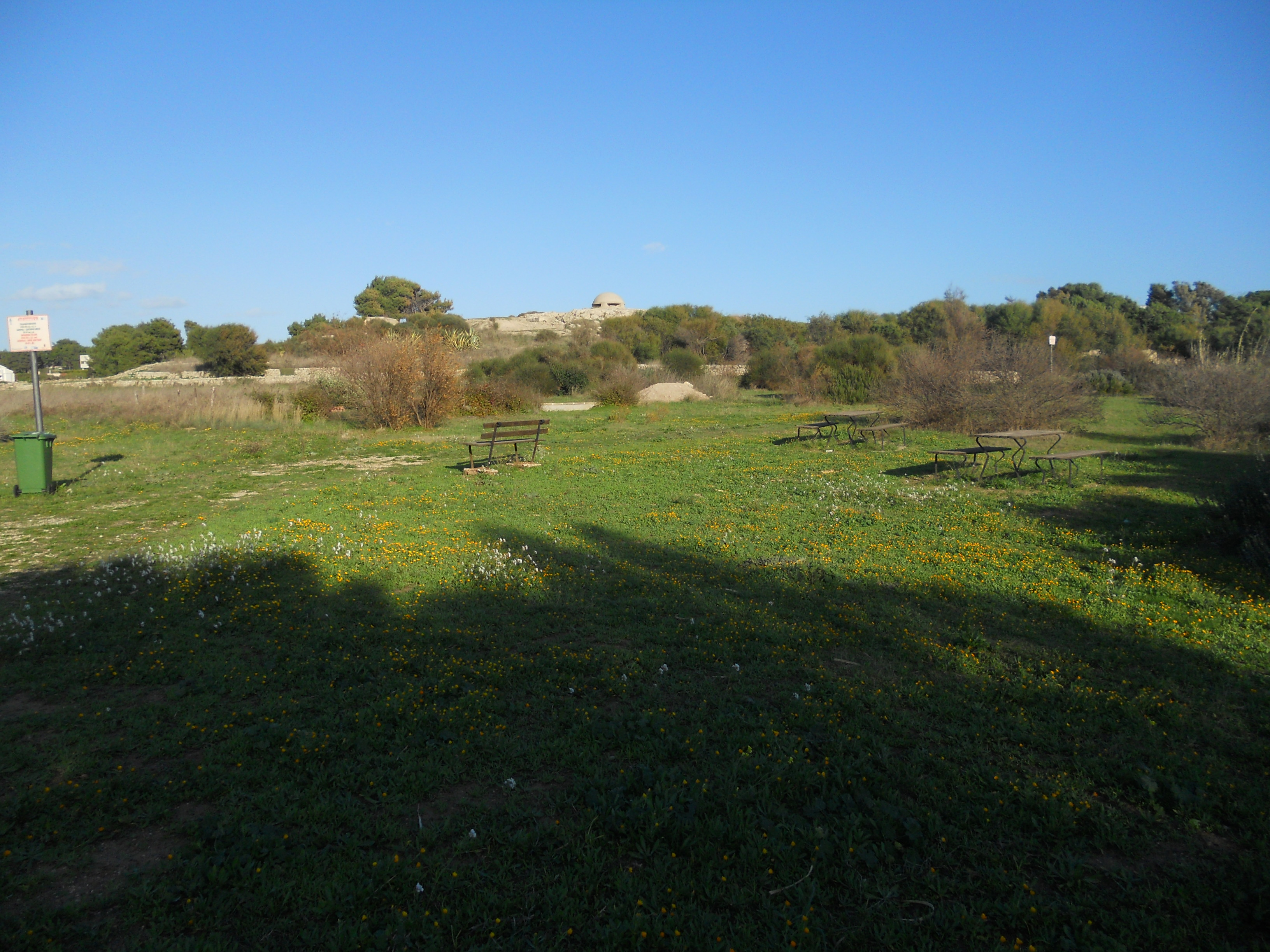
Acropoli - Vista degli spalti dell'acropoli ricoperta da macchia mediterranea
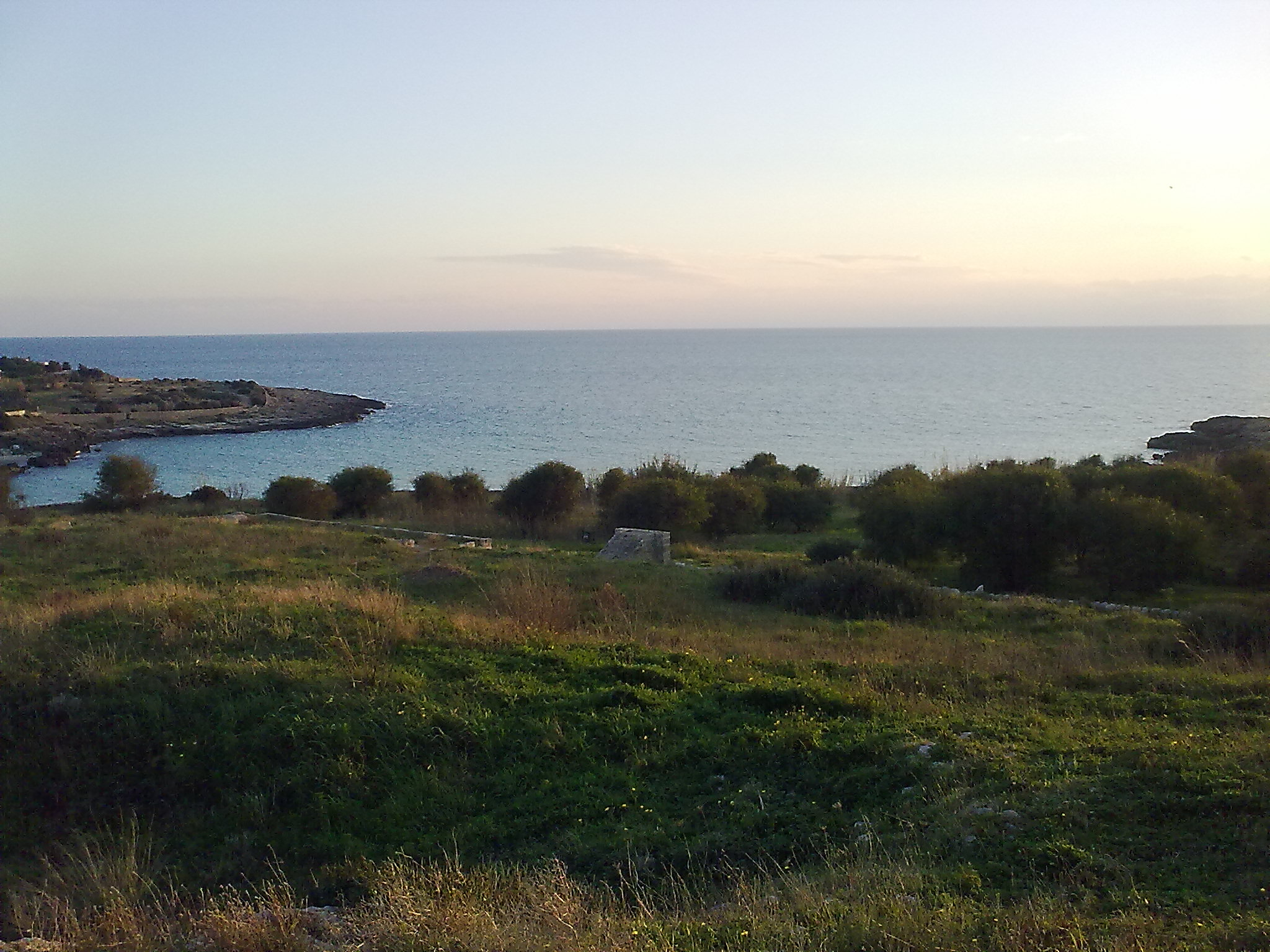
Acropoli - Vista dall'alto dell'acropoli del versante di Porto Pirrone del parco
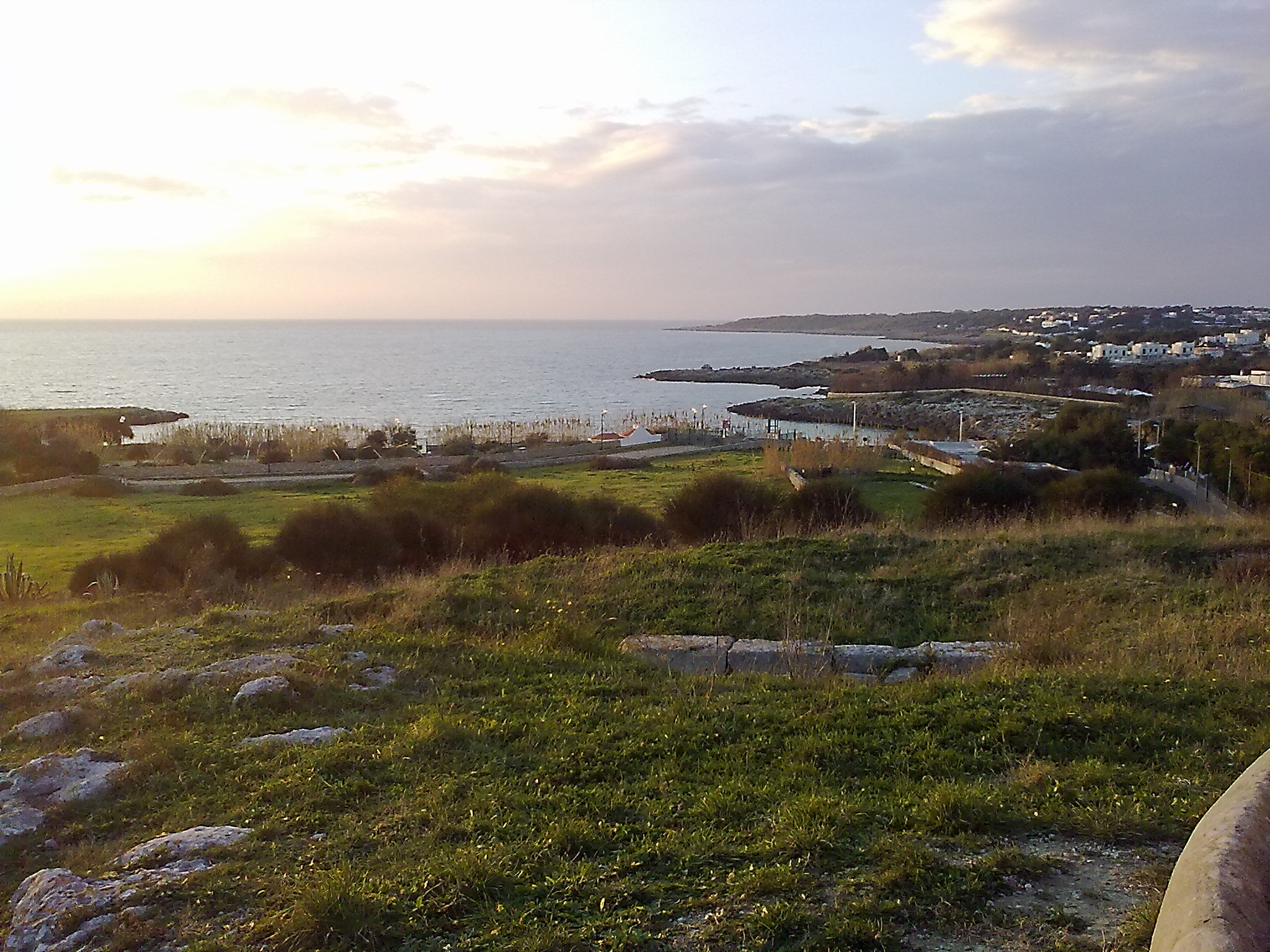
Acropoli - Vista dall'alto dell'acropoli del versante di Saturo del parco
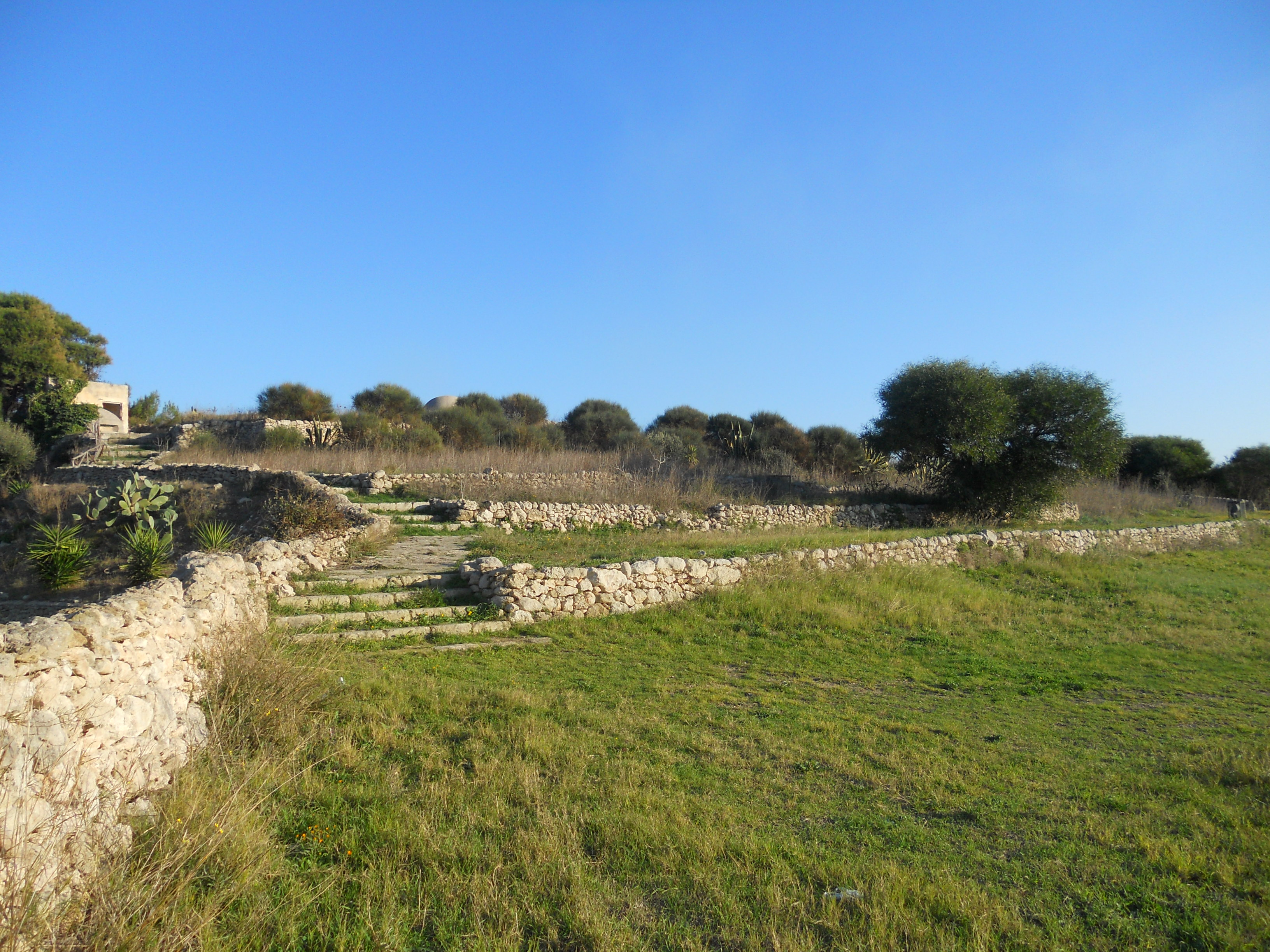
Acropoli - Spalti
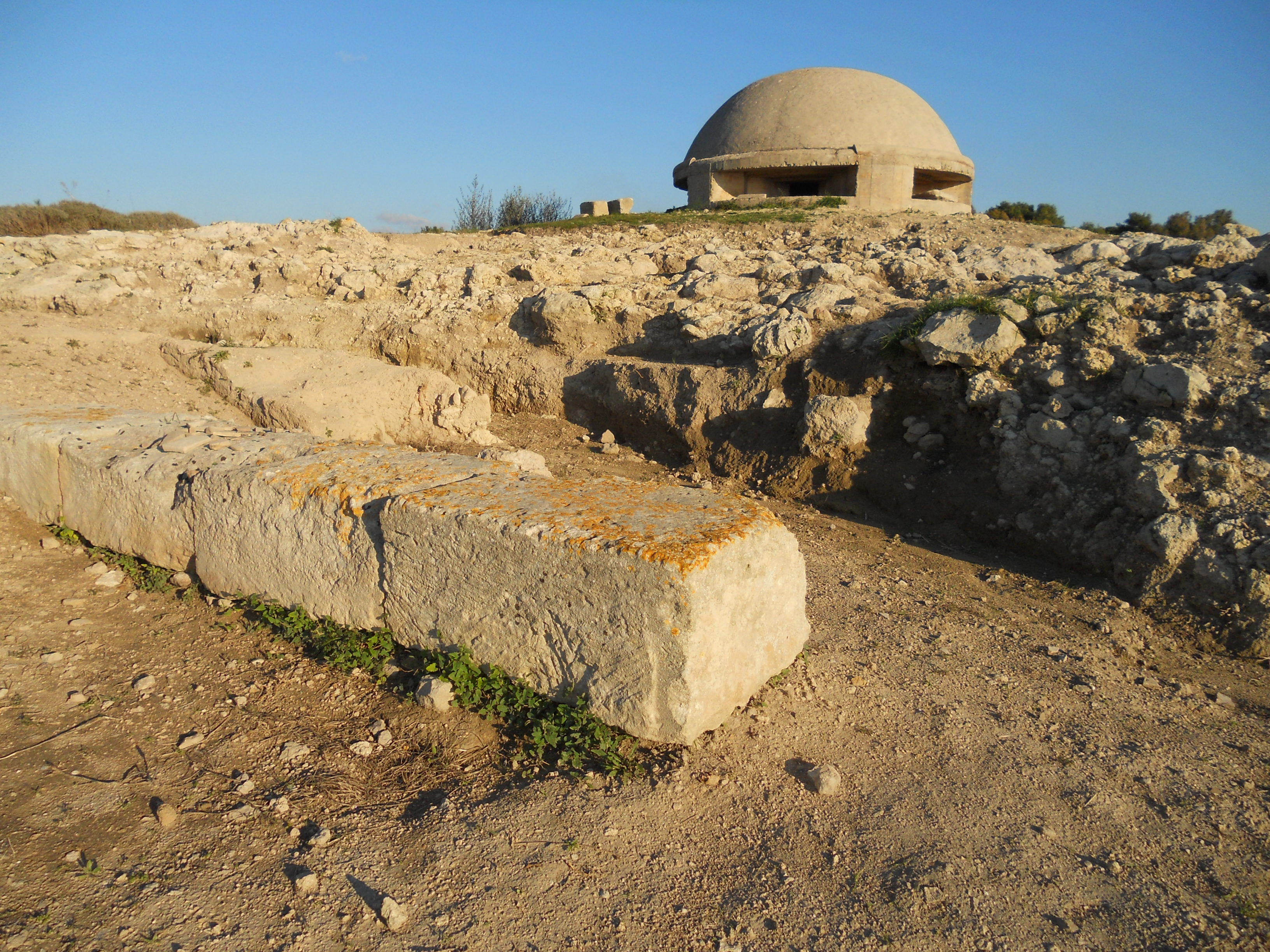
Acropoli - Resti del santuario greco